# Ebertplatz

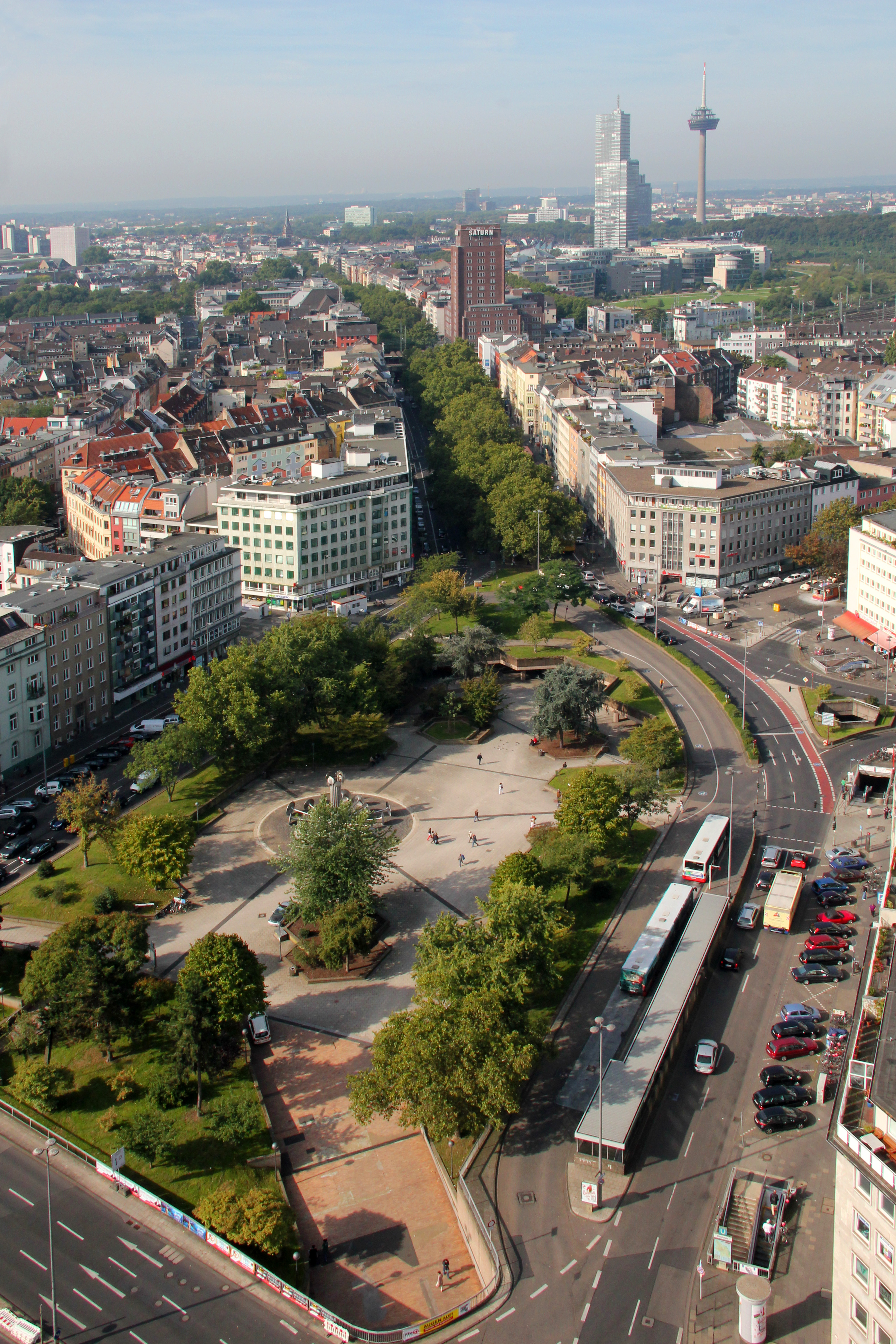
Ebertplatz Richtung Hansaring (2011)

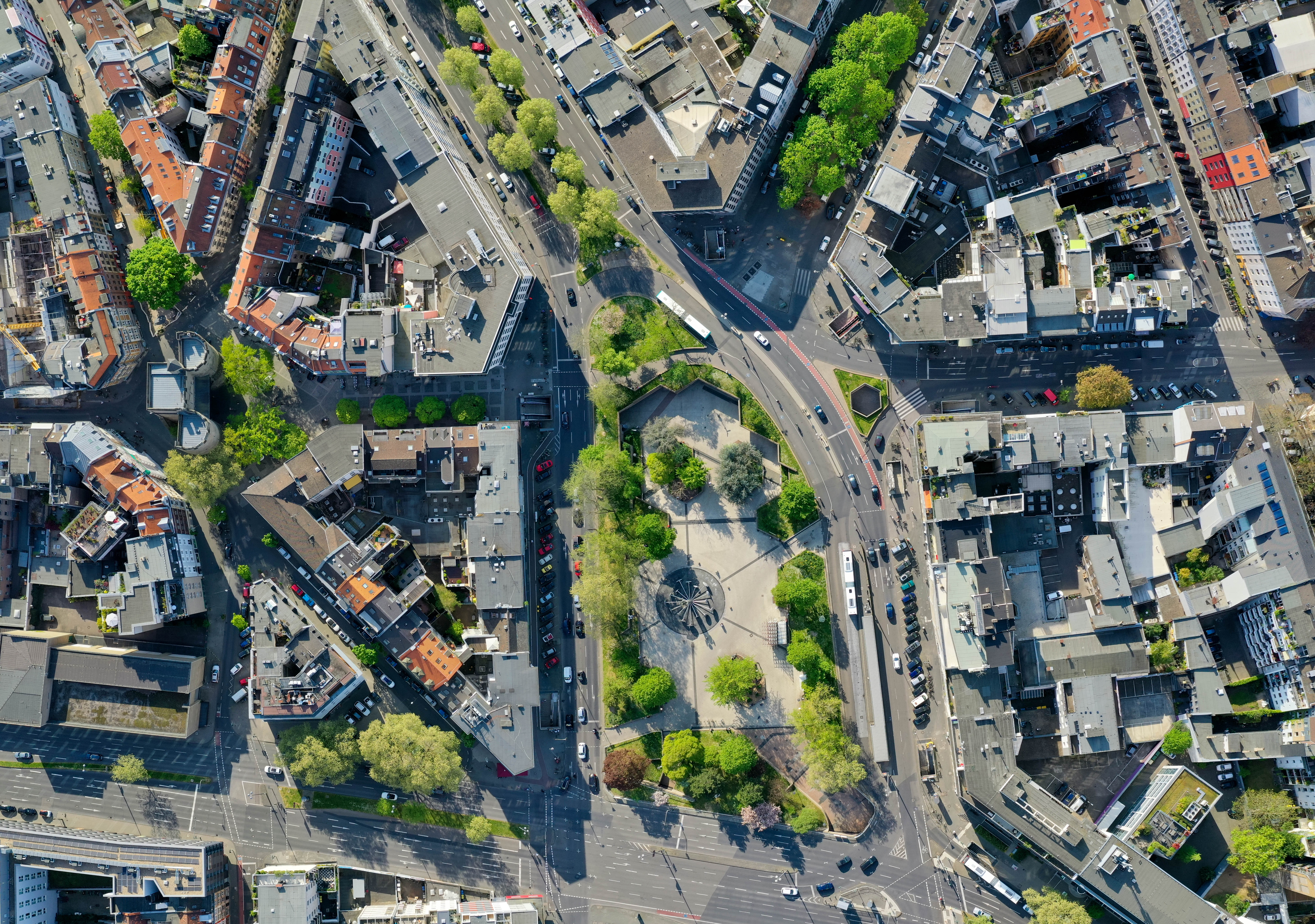
Ebertplatz von oben (2020)

Der Ebertplatz in der Kölner Neustadt-Nord verbindet als größter Platz der innerstädtischen Ringstraßen den Hansaring mit dem letzten der insgesamt zehn Ringabschnitte, dem Theodor-Heuss-Ring.

## Geschichte

### Gründerzeit

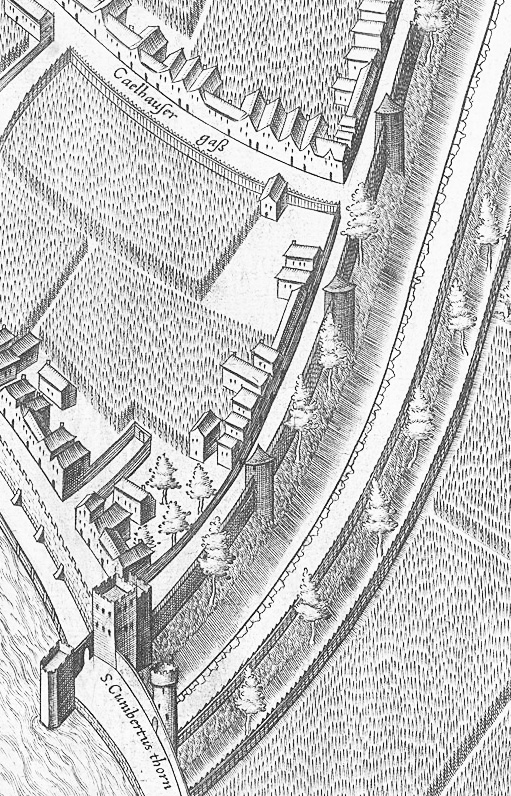
Arnold Mercator – Kölner Stadtansicht von 1570: Östlicher Teil des Eigelsteintors in Höhe Kahlenhausen

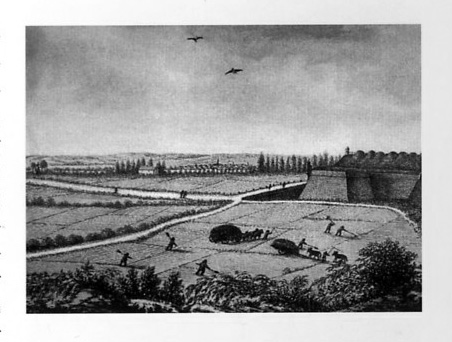
Vorgelände der nördlichen Stadtbefestigung zum Ende des 18. Jahrhunderts (Tuschzeichnung von Joseph Michael Laporterie, 1795)

Arnold Mercators Kölner Stadtansicht von 1570 zufolge war die gesamte Gegend um die Neusser Straße, auch ihr östlicher Teil, bis in Höhe des Kunibertsturms Acker- und Weidefläche. Das baulich noch unerschlossene Areal zwischen Ebertplatz und Rhein lag außerhalb der mittelalterlichen Stadtmauer und durfte lange Zeit nicht bebaut werden. Eine Tuschzeichnung von Joseph Michael Laporterie aus dem Jahre 1795 zeigt ebenfalls noch die landwirtschaftlich genutzte Gegend. Bereits 1786 gab es Pläne zur Anlage eines Sicherheitshafens an der heutigen Stelle zwischen Ebertplatz und Bastei. Doch die Anlage wurde erst während der Franzosenzeit am 24. November 1810 für 750000 Francs beschlossen, am 2. April 1811 begann an dieser Stelle der Bau eines knapp 500 Meter langen und 50 Meter breiten Winter- und Sicherheitshafens („Napoleonhafen“ oder „Thürmchenshafen“) gegen Eisgang und Hochwasser, für den am 10. November 1812 der erste Stein in der Rheinmündung gelegt wurde; im Winter 1813 öffnete er seine Tore. Das Hafenbecken war etwa 500 Meter lang und 50 Meter breit. Aufgrund verschiedener Fehlplanungen schloss Stadtbaumeister Johann Peter Weyer den Bau 1829 nur provisorisch ab. Nach 1840 versandete der Hafen zunehmend und verbleibt als ungenutzte Wasserfläche; noch 1888 ist er in einem Greven-Stadtplan als „Hafen“ eingezeichnet. Schließlich wurde er 1890 zugeschüttet.

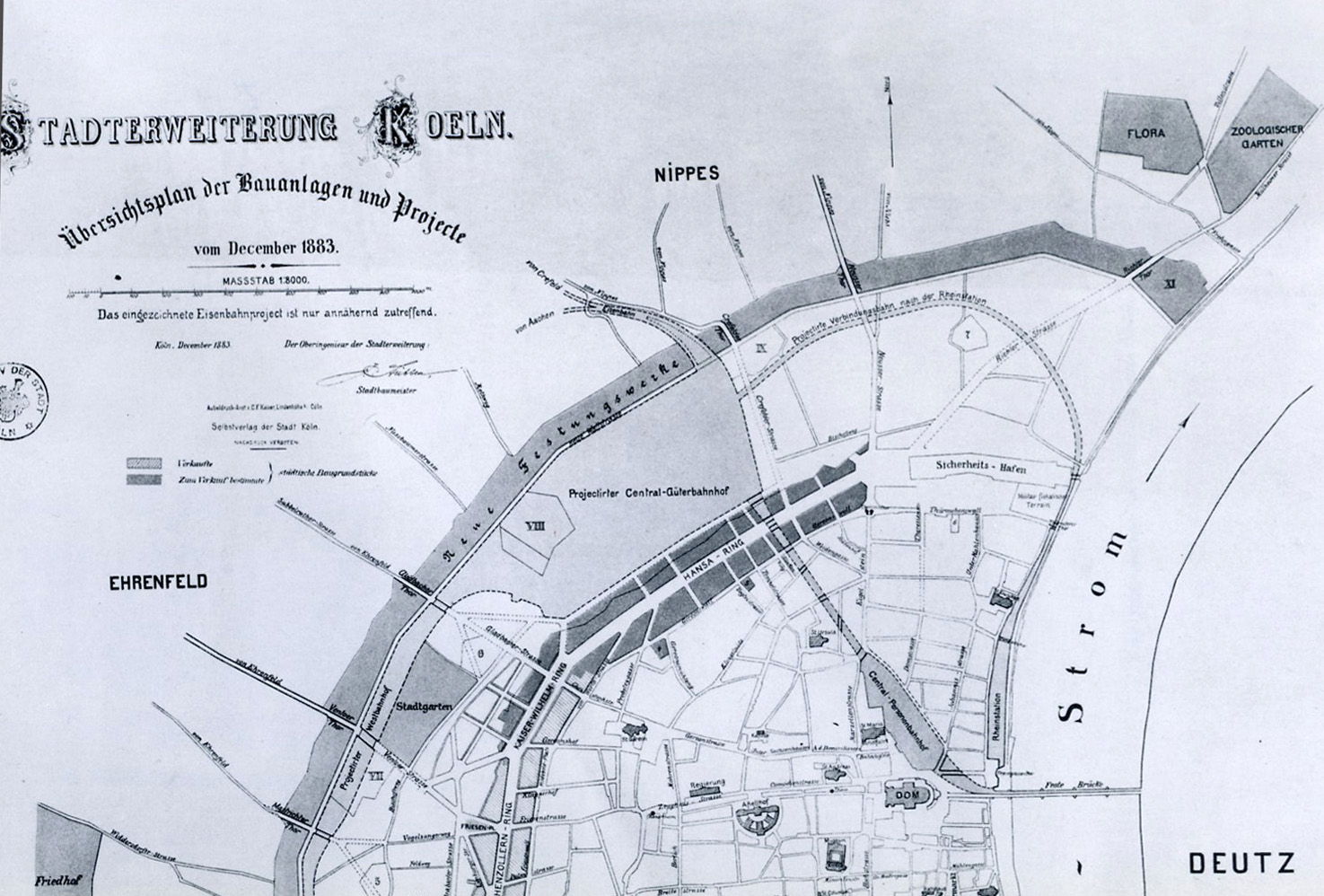
Übersichtsplan zur Kölner Stadterweiterung von Stübben im Jahr 1883. Ausschnitt Nordstadtbereich

Erst als am 5. Mai 1881 der Kaufvertrag zwischen der Stadt Köln und dem preußischen Kriegsministerium (Militärfiskus) durch Bestätigung des Reichskanzlers Otto von Bismarck rechtswirksam wurde, konnte die Stadt Köln das Areal um den – noch nicht vorhandenen – Ebertplatz für 11,74 Millionen Mark erwerben. Sie ließ diesen inneren Befestigungsring abreißen, so dass die 104 Hektar große Freifläche in Anlehnung an die Pariser Grands Boulevards und die Wiener Ringstraße als Prachtboulevard angelegt werden konnte. Stadtbaumeister Josef Stübben plante auf der Freifläche der ehemaligen Stadtmaueranlage einen halbkreisförmigen Ringboulevard, der vom heutigen Ubierring im Süden bis zum Rhein im Norden führen sollte. Nur wenige der Torburgen blieben von der Niederlegung („Entfestigung“) verschont, so auch die Eigelsteintorburg. Von ihr führte nach Norden die Neusser Straße, die nach Stübbens Plänen die neue Ringstraße kreuzen sollte. Die am 23. Dezember 1886 benannte Sudermannstraße mündete ebenfalls hier; sie erfuhr 1906 eine Umbenennung in Sudermanstraße, um eine Verwechslung mit dem gleichnamigen Dichter auszuschließen. Deshalb sahen die Stadtplaner keine einfache Straßenkreuzung vor, da hier mehrere Straßen zusammenliefen, sondern einen geräumigen Platz. Der heutige Ebertplatz entstand als südlicher Teilbereich einer breit angelegten, mit Parkanlagen ausgestatteten Allee, die in der Stadtverordnetenversammlung im September 1885 mit dem Fluchtlinienplan 30 (städtische Plankammer, neue Nummer 183) festgesetzt worden war.
Dieser erhielt am 27. Januar 1887 den Namen Deutscher Platz als zentraler Ort des am selben Tag benannten Deutschen Rings. Die Ringstraße „beginne mit dem Ubierring und endige mit dem neu entstandenen deutschen Reiche.“ Stübben plante hier die Anlage eines Parks mit Springbrunnenbassin im westlichen Teil und Weiher. Adolf Kowallek schuf im Rahmen der Anlegung der Kölner Ringe ab 1888 eine großzügige Gartenanlage vom Rhein bis zum Deutschen Platz, der zwischen Neusser Straße und Riehler Straße um 1891 durch einen großen Teich mit drei Brunnen auf einer Fläche von 6,2 Hektar geziert wurde. Die Stadtverordneten-Versammlungen vom 20. März 1890, 9. Mai 1895 und 13. Februar 1896 legten sodann den Fluchtlinienplan vom Ebertplatz zum heutigen Konrad-Adenauer-Ufer fest. Fritz Encke ergänzte diese Anlage ab 1918. Dieser nördliche Abschnitt der Kölner Ringe wurde erst nach 1888 mit Wohn- und Geschäftshäusern bebaut, das letzte Haus an der heutigen Ecke Ebertplatz 1 / Sudermanstraße war erst im Jahre 1900 fertig. Viele der hier stehenden repräsentativen Jugendstilhäuser wiesen kuppelgekrönte Ecktürme auf. Am 1. Oktober 1903 fand die Enthüllung eines von Peter Breuer geschaffenen Denkmals für Kaiser Friedrich III. auf dem Deutschen Ring in Höhe „Kaiser-Friedrich-Ufer“ (heute Konrad-Adenauer-Ufer) statt.

### Gelände, Planungen und Umsetzung
Der Platz entstand am Ende des 19. Jahrhunderts nach den Entwürfen der Architekten und Stadtplaner Joseph Stübben und Karl Henrici, die aus dem von der Stadt Köln ausgeschriebenen Wettbewerb zur Stadterweiterung als Gewinner hervorgingen.
Nach langwierigen Verhandlungen, verbunden mit dem Ausräumen bürokratischer Hindernisse sowie der Aufstellung der Bebauungspläne, konnte mit den Arbeiten zur Entstehung der Neustadt begonnen werden. Hierbei war der geplante Neustadtgürtel, der alte Festungsrayon, in drei Abschnitte eingeteilt worden. Für den hier relevanten nördlichen Abschnitt, der zwischen Gereonstor und Rheinufer am Türmchen lag, wurde das Terrain im Juni 1885 freigegeben. Einsprüche aus der Direktion der Rheinischen Eisenbahn-Gesellschaft, deren Trasse im Norden der Stadt das Gelände durchquerte, führten zu wiederholten Verzögerungen. Die Arbeiten am projektierten Deutschen Ring erfuhren Einschränkungen wegen der noch nicht erteilten Baugenehmigung des neuen Rheinauhafens, so dass der sich parallel zum Türmchenswall erstreckende, 1824 endgültig fertiggestellte Sicherheitshafen, erst nach verbindlicher Beschlussfassung in dieser Sache zugeschüttet werden durfte.

### Entstehen und Ausbau der Infrastruktur

#### Verkehrswege, Benennung und Veränderungen
Für den in den Deutschen Ring mündenden Hansaring war eine Breite von 40,50 Meter beschlossen worden. Er erhielt zur Entlastung des erwarteten starken Verkehrsaufkommens als Parallelstraße die Maybachstraße (festgestellt 1884 und benannt 1890, bebaut 1897/99) entlang des neuen Güterbahnhofes Gereon. Benannt wurde die Straße nach Albert von Maybach. Für den Hansaring hatte Stübben drei Baumreihen vorgeschlagen, die als Reiter- und Fußgängerallee dienen sollten. Am Ende des Hansaringes mündete als erste der dann folgenden Straßen die Sudermannstraße auf dem Deutschen Ring. Sie wurde als Alleestraße im September 1885 festgesetzt und im Dezember 1886 nach Heinrich Sudermann benannt, einem Syndikus der Kölner Hansezeit. Im Zusammenhang mit der Hanse standen auch die Benennungen angrenzender Straßen, so die Lübecker und Bremer Straße, Hansaring und Hansaplatz.
Der heutige Ebertplatz – damals noch ohne eigenen Namen – bildete den Anfang des Deutschen Ringes, des heutigen Theodor-Heuss-Rings. Die von ihm aus in die Vororte führenden Radialstraßen Neusser Straße und Riehler Straße waren in ihrer Richtung durch die Lage der Tore des vorgeschobenen Festungsgürtels, hier das Neusser Tor und Riehler Tor, festgelegt. Die Neusser Straße, als Fortführung der altstädtischen Straße Eigelstein lag im nun aufgegebenen „alten Rayon“ und musste erschlossen und bebaut werden. Die Alleestraße wurde im Mai 1883 benannt und letztmals im Juni 1888 festgestellt; die Bebauung begann zwischen 1890 und 1895. Die Riehler Straße (ehemals die Ausfallstraße Mülheimer Weg) wurde in der Stadtverordnetenversammlung vom 10. Mai 1883 umbenannt und war als zum 1860 gegründeten Kölner Zoo führende Verbindungsstraße, als prächtige, 30 Meter breite Avenue vorgesehen. Sie wurde an ihrem Anfang und nur vereinzelt in ihrem nördlichen Bereich zwischen 1890 und 1906 im Wesentlichen bebaut, wobei einzelne Bauwerke noch bis 1925 folgten.
Die Eigelsteintorburg wurde über die Verbindungsachse der altstadtwärts gelegenen Straße „Eigelstein“ in die Platzgestaltung einbezogen. Die alte Straßenbezeichnung Eigelstein wurde stadteinwärts beibehalten. Dies beschloss die Stadtverordnetenversammlung vom September 1885 mit dem Fluchtlinienplan Nummer 30. Schon im Mai 1882 war beschlossen worden, weitergeführten Altstadtstraßen ihren alten Namen zu belassen. Der Neustadtteil wurde zu einer kurzen Alleestraße und ab 1890 bebaut.
Die Beibehaltung ihres Namens hätte demnach auch für die dann folgende, in den Deutschen Ring einmündende Theresienstraße gelten müssen. Sie wurde jedoch nach städtischer Beschlussfassung im März 1893 umbenannt, nachdem eine Verbindung mit der Domstraße hergestellt worden war. In deren Neustadtbereich fand die Bebauung um 1894/95 statt.
In der Folgezeit wechselte der Platz – je nach politischer Situation – mehrfach seinen Namen; ab 18. Juli 1922 hieß er Platz der Republik. Die Zeit des Nationalsozialismus brachte dem Platz sofort nach der Machtübernahme der NSDAP die Umbenennung in Adolf Hitler-Platz. Dies war auf einen Beschluss der Stadtverordnetenversammlung vom 30. März 1933 zurückzuführen, die unter Tagesordnungspunkt 3 insgesamt 7 Umbenennungen vornahm. Nach dem Zweiten Weltkrieg wurde er im April 1945 ebenso schnell in Deutscher Platz umbenannt. Im März 1950 erhielt der Platz seinen heutigen Namen Ebertplatz nach dem ersten Reichspräsidenten Friedrich Ebert.

#### Eisenbahnanschlüsse

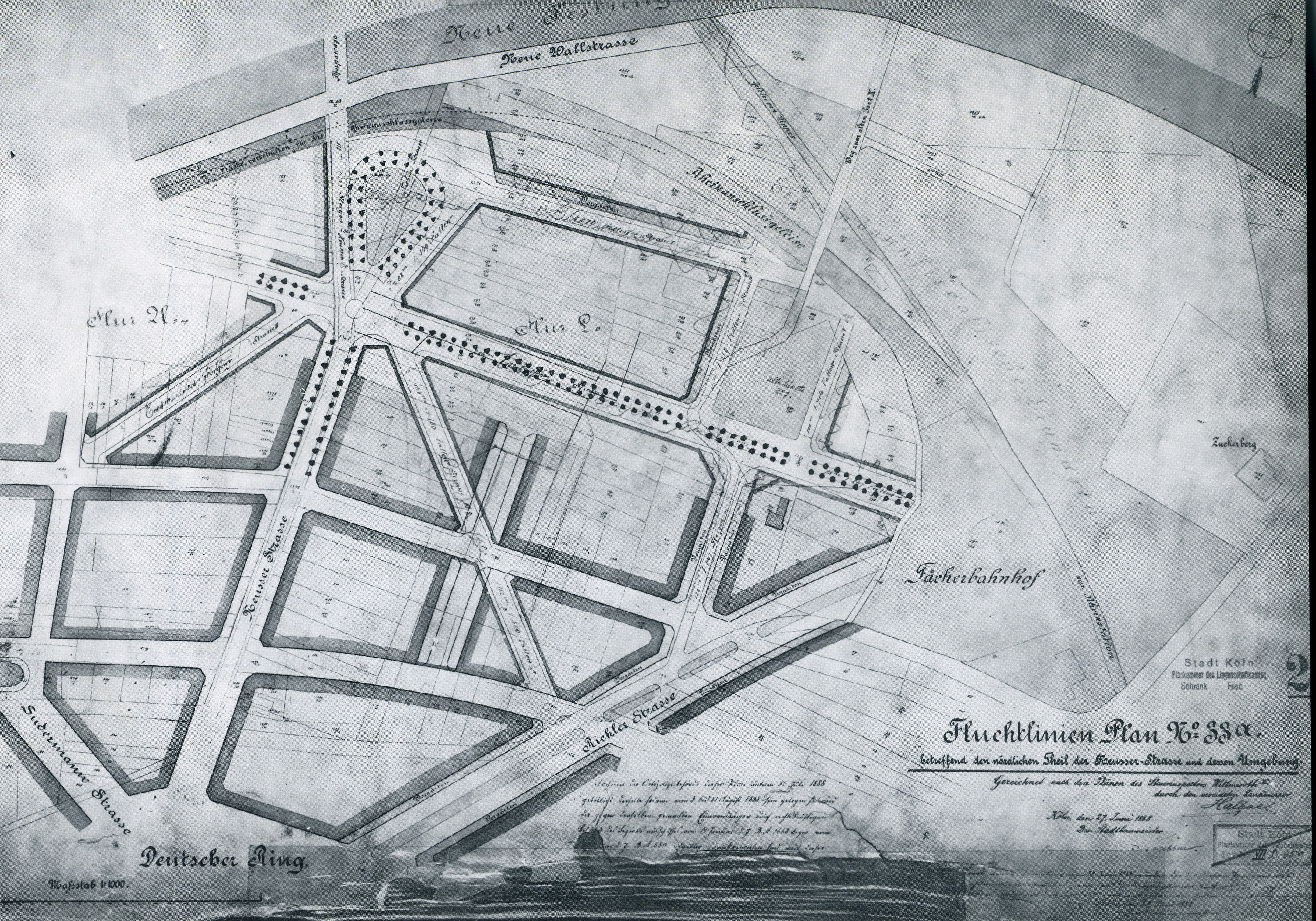
Detail des Fluchtlinienplanes 33 von 1888. Er zeigt das Gelände des geplanten „Fächerbahnhofs“, oberhalb des Deutschen Ringes

Mit dem Fortgang der Industrialisierung dienten entstehende Eisenbahnstrecken auch als eine neue Form von Handelswegen, die Personen und Güter schnell an ihr Ziel brachten. Den Absatzmarkt der bevölkerungsstarken Region und Stadt Köln verband schon 1853 eine solche Strecke mit der Stadt Krefeld, deren Gewerbebetriebe sich spezialisiert hatten und in der Herstellung feiner Textilien den Markt dominierten. Die vorerst zwischen diesen Städten verkehrende Linie der Cöln-Crefelder Eisenbahn-Gesellschaft hatte ihre Endstation im Norden der Stadt, am dortigen Rheinufer kurz vor dem späteren Deutschen Ring und wurde zunächst Am Thürmchen genannt. Nach der Übernahme des Unternehmens durch die Rheinische Eisenbahn-Gesellschaft im Jahr 1860 erhielt der neue, wenige Meter entfernt gelegene Bahnhof, den Namen Rheinstation.
Ein projektierter, so genannter Fächerbahnhof, den die preußische Regierung für den Fall einer Mobilmachung als Sammelstelle des militärischen Ausrüstungsbedarfs geplant hatte, sollte an das Gleisnetz der Rheinischen Eisenbahn angeschlossen werden. Da jedoch eine gleichzeitige Anbindung an den nördlichen Hafen der Stadt (alter Sicherheitshafen), durch den beschlossenen Neubau des Rheinauhafens entfiel, wurde der über Jahre die Bauplanungen beeinträchtigende Fächerbahnhof nicht realisiert. Er hätte in etwa die Fläche des heutigen Oberlandesgerichts an der Riehler Straße abgedeckt. Dort hätte die dann als Allee- und Bahnstraße durchgeführte Weißenburgstraße den Militärbahnhof mit dem Güterbahnhof und der Rheinstation verbunden.

#### Pferde- und Straßenbahnen

Ein Pferdebahn-Sommerwagen aus Köln

Der Ausbau eines Streckennetzes der Pferdebahnen hatte 1877, ohne Einbindung der städtischen Verwaltung, mit einem Vertrag zwischen der preußischen Regierung und privaten Betreibern begonnen. Diesen waren Konzessionen erteilt worden, die sie berechtigten auf nichtstädtischen Straßen einen Linienverkehr durch Pferdebahnen einzurichten, der sich mit der späteren Elektrifizierung entsprechend veränderte. Die Konzession erhielt nach einer Ausschreibung der belgische Unternehmer Fredéric de la Hault, der später mit dem Konzessionär Hardt, der Betreiber der ersten rechtsrheinischen Vorortbahnen in der „Cölnischen Straßenbahn-Gesellschaft“, aufging.
Ein Vertrag vom 19. Juli 1882 zwischen der Stadt Köln und dem Betreiber Ernst Hardt & Co. sah unter anderem eine Pferdebahnlinie („Pädsbahn“) von Köln-Mauenheim über die Neusser Straße und den Eigelstein bis zur Allerheiligenstraße vor. Die Schienen führten direkt über den Deutschen Ring. Eine weitere Pferdebahn verlief ab 10. April 1889 vom Ubierring bis zum Ebertplatz, kreuzte dort die Eigelstein-Nippes-Bahn und führte weiter über die Riehler Straße zum Kölner Zoo und zur Flora. Ein Rundfahrgleis um den großflächigen Brunnenteich am Deutschen Platz sorgte deshalb für die verkehrstechnische Abwicklung. Die dritte Pferdebahn nahm die Strecke zur Altstadt ab Thürmchen (Clever Straße) – Trankgasse und Frankenplatz.
Im April 1900 übernahm die Stadt zu einem Preis von 20 Millionen Mark das Unternehmen Ernst Hardt & Co. und betrieb es in eigener Regie. Mit dem Bau der 1891 entstehenden Gas-, Elektrizitäts- und Wasserwerke der Stadt – der ersten „Centralstation“ in der Neustadt-Süd – begann der Einzug der Elektrizität, die nach und nach für die gesamte Stadt verfügbar wurde. Sie war es auch, die die in Köln „Elektrische“ genannte Straßenbahn aufkommen ließ und die Pferdebahnen ablöste. Ab dem 15. Oktober 1901 ersetzte die elektrische Bahn diese Pferdebahn und versorgte als Ringbahn die Strecke vom Deutschen Ring bis zum Ubierring. Unter der Leitung des städtischen Beigeordneten Peter Scheidtweiler wurden die alten Pferdebahn-Trassen umgerüstet und das Streckennetz ausgebaut.
Ab 18. Mai 1930 fuhr die Vorortbahn Linie D über das Rundfahrtgleis am Ebertplatz als Endpunkt der über die Mülheimer Brücke führenden zweiten Vorortbahnlinie nach Thielenbruch und Bergisch Gladbach.

#### Elektrizität und Wasserversorgung
Das Wasserwerk an der Alteburg hatte seit 1872 die Innenstadt mit Trinkwasser versorgt. Seine Kapazität für den zu erwartenden Anstieg der Bevölkerung durch die Bebauung der Neustadt wurde jedoch als nicht ausreichend erachtet. So wurden Neuanlagen notwendig, die die Stadt auf einem für 60.000 Mark erworbenen Gelände planen und errichten ließ. Der Bauplatz lag an einem Zugweg genannten Feldweg im südlichen Fortifikationsgelände, der zuvor auf seine Wasserergiebigkeit geprüft worden war, und hatte von der Militärbehörde eine Ausnahmegenehmigung zur Bebauung erhalten.
Es entstand das Wasserwerk Severin I am Zugweg 7, das 1885 fertiggestellt wurde und 1901 um das Pumpwerk Severin II erweitert, sowie mit einem unterirdischen Trinkwasserreservoir ergänzt wurde. 1891 begann man mit der Aufnahme der städtischen Elektrizitätsversorgung, die nach und nach alle Stadtviertel erreichte.
Die zu einem Konzern heranwachsenden Stadtwerke, an deren Entwicklung der schon erwähnte Beigeordnete Scheidtweiler als Mitbegründer maßgeblich mitwirkte, versorgten neben privaten Haushalten Gewerbebetriebe und städtischen Einrichtungen, wie die neuen Straßenbahnen, die zwischen dem Ubier- und Deutschem Ring verkehrten.

#### Kanalisationsanlagen
Der städtische Baurat Carl Steuernagel war seit Anfang des Jahres 1881 unter Stübben verantwortlicher Planer einer neuen städtischen Kanalisation. Bis zu diesem Zeitpunkt waren lediglich 16 km Kanäle vorhanden, deren Inhalt sich zusammenhanglos in Stadtgräben oder Pfühlen sammelte, um dort zu versickern.
Der dann planmäßig unter ihm vorangetriebene Kanalbau war umfassend. Der Baumeister verstand sich als Ingenieur und als Archäologe, der sich solchermaßen auch mit der Erforschung der antiken Stadt beschäftigte. Er orientierte sich bei seiner neuen Aufgabe auch an der von den Römern angewandten Technik der noch vorhandenen Entwässerungskanäle der antiken CCAA um ein neues System der Kölner Stadtentwässerung zu entwickeln. Das damals von Steuernagel entwickelte System bewährte sich und hat in seinen Grundzügen bis heute Bestand. Die heute denkmalgeschützten Gewölbe des Regenüberlaufbauwerkes, der so genannte Kronleuchtersaal unter dem heutigen Theodor-Heuss-Ring, sowie technische Kleindenkmale oder der Rest eines Eisenbahnviaduktes am ehemaligen Güterbahnhof der Nordstadt zeugen von der Ingenieurskunst des 19. Jahrhunderts.

### Gartenarchitektur der Ringabschnitte

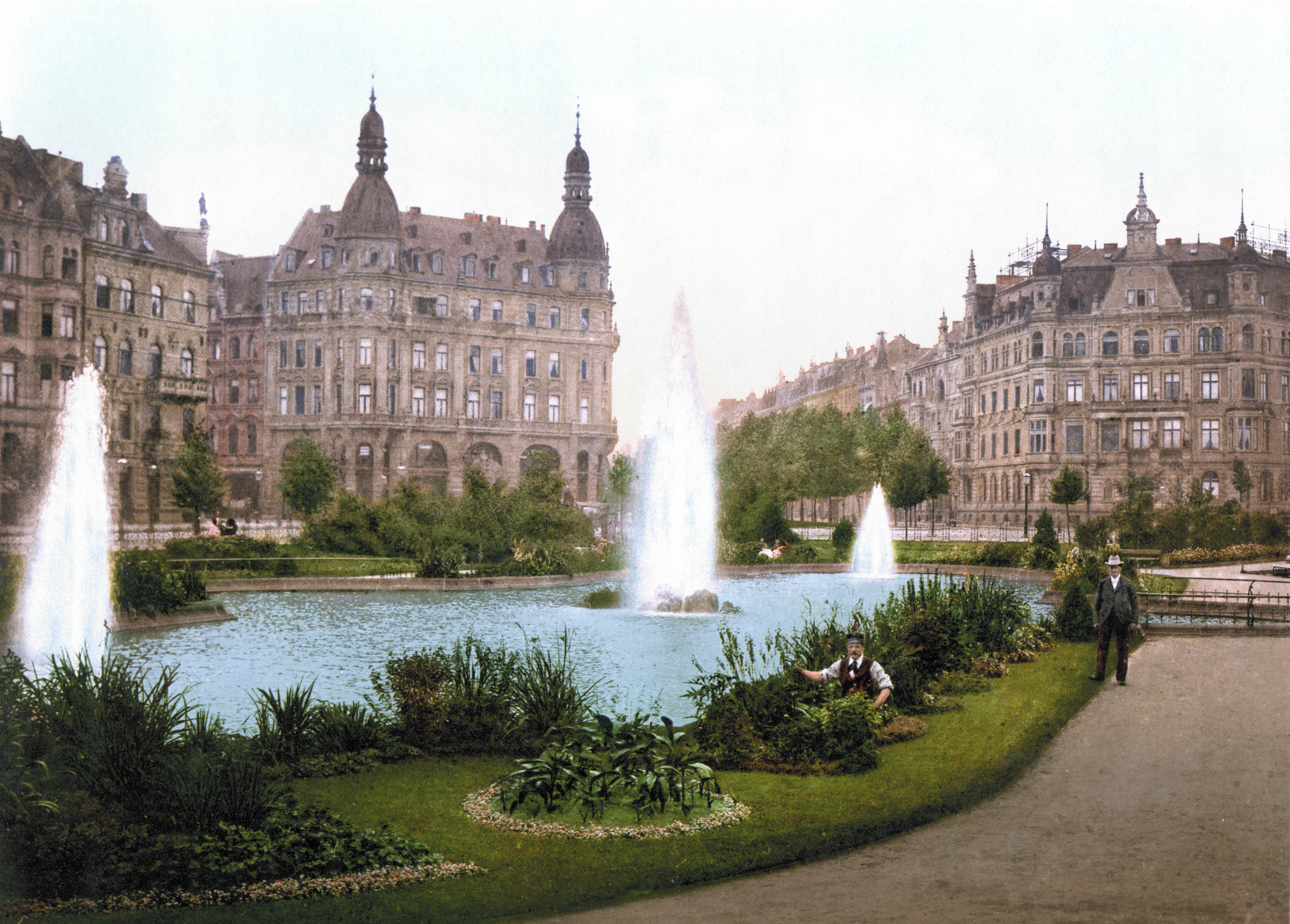
Deutscher Ring (um 1900)

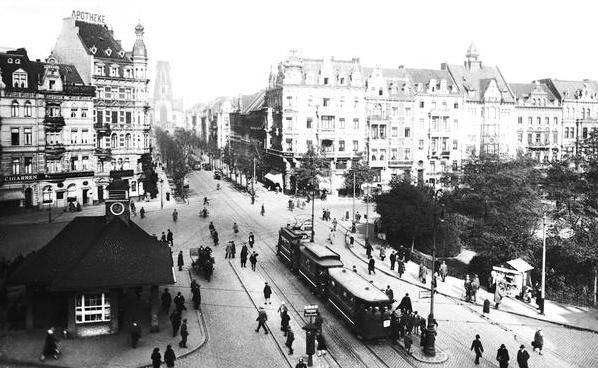
Beginn des Deutschen Ringes (um 1910)

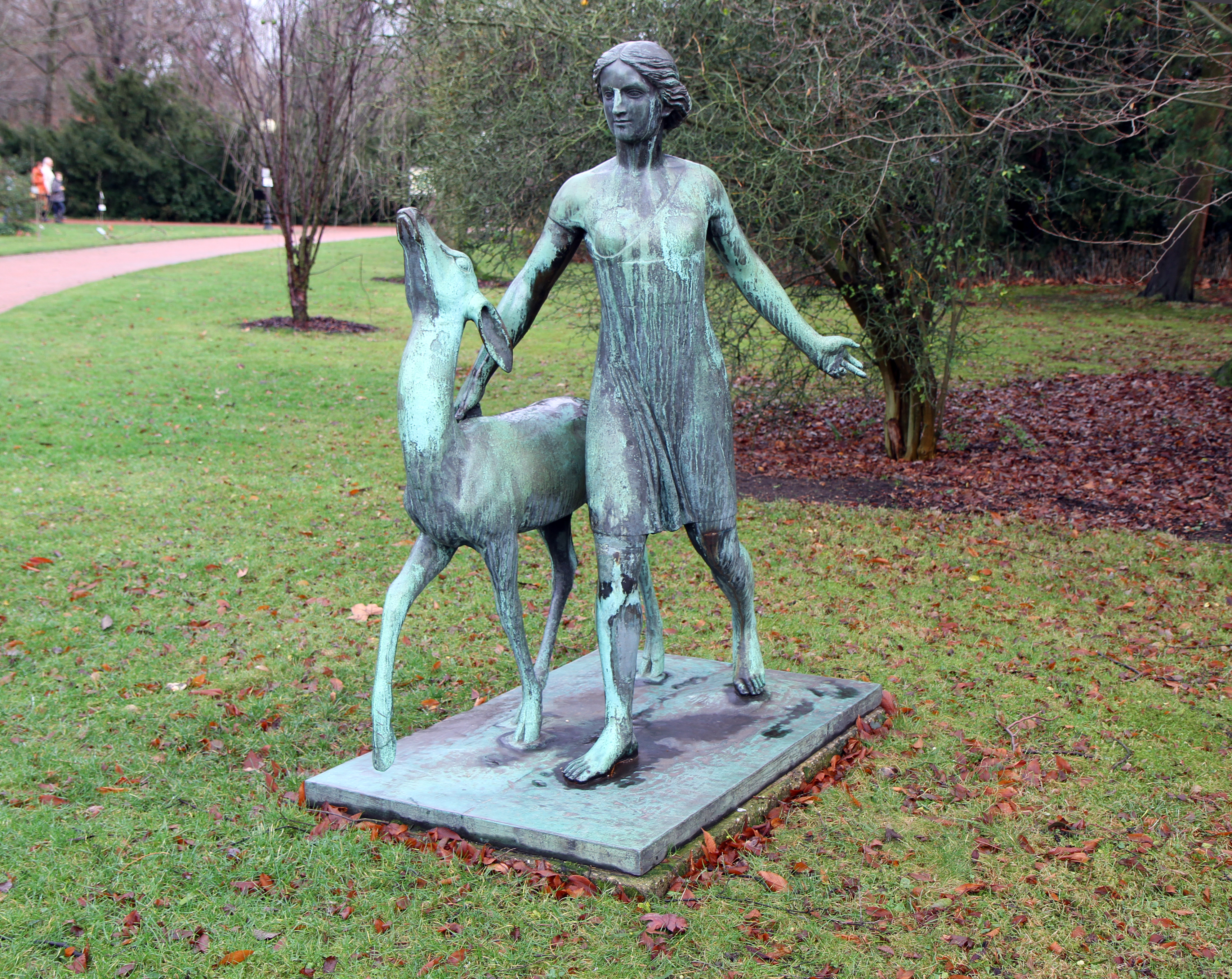
Skulptur „Mädchen mit Reh“, heute im Botanischen Garten der Stadt

Waren die ersten der zehn Ringabschnitte noch unter der Leitung des Kölner Gartendirektors Anton Strauß gestaltet worden, so wurde ab dem Jahr 1888 der Gartenarchitekt Adolf Kowallek für die Vollendung gärtnerischer Gestaltung zuständig. Unter ihm konnte die Ringstraße mit ihren diversen Platzanlagen im Wesentlichen bis zum Jahr 1901 abgeschlossen werden.
Für die Gestaltung des Abschnittes Deutscher Ring konnte Kowallek auf das nach den Entwürfen des vormaligen Gartenarchitekten Maximilian Friedrich Weyhe im Jahr 1826 entstandene Eigelstein-Glacis zurückgreifen. Dies war ein etwa 3 Hektar großes Terrain, das aus dem Aushub der Erdmassen des Sicherheitshafens zu einem erhabenen Park geformt worden war. Dies schon vorhandene Glacis, mit einer Breite von 130 m und einer Länge von 90 m wurde die Basis des Deutschen Ringes.

#### Zuständigkeiten
Nach einer Verfügung des Oberbürgermeisters Wilhelm von Becker vom Juli 1904 wurden für die geschaffenen öffentlichen Anlagen und deren Einrichtungen, sowie deren Unterhaltung diverse Zuständigkeiten bestimmt. So unterstanden dieser Anordnung zur Folge, der Gartendirektion unter der Leitung von Fritz Encke folgende, hier nur in einer Auswahl angeführte Aufgabenbereiche. Diese Anordnungen bezogen sich zwar auf die Gesamtheit der städtischen Anlagen, jedoch geben sie die Ringe betreffend, von denen der Deutsche Ring in der Fläche seiner Anlagen dominierte, ein Beispiel für die zu bewältigenden Aufgaben der damit befassten Dienststellen.
„Sämtliche Gartenanlagen mit ihren Wegen, Kinderspielplätzen, Baumpflanzungen und deren Schutzkörben und Stangen, Beschaffung und Unterhaltung von Ruhebänken, Einfriedungen, Gitter für die Bahntrassen, Beaufsichtigung und Bedienung der Beleuchtungsanlagen der Anlagen (unter Mitwirkung der Direktion der Gas-, Elektrizitäts- und Wasserwerke), sowie die Unterhaltung der Trink- und Springbrunnen und Teiche, das Wasserleitungs- und Berieselungssystem der Promenaden und Reitwege, sowie die Aufsicht über die Restaurationsbetriebe in öffentlichen Anlagen und über die an den Plätzen (die Stadt hatte für jeden Ringabschnitt den Bau eines Pissoirs vorgesehen) eingerichteten Bedürfnisanstalten“.

#### Gärtnerische Gestaltung des Deutschen Ringes
In einer Ausgabe des Kölner Stadtanzeigers vom 7. September 1907 werden die Gartenanlagen am Deutschen Ring eingehend beschrieben. So wurden schön entwickelte Rasenpartien, Ziersträucher und Dorngewächse mit dazwischen gepflanzten Akazien angeführt. Der nun einige Jahre gewachsene Baumbestand am dort aufgestellten Reiterstandbild Kaiser Friedrichs habe sich zu guter Höhe entwickelt, man gehe vom Kaiser-Friedrich-Ufer kommend über schön gepflasterte Wege, die zu beiden Seiten von Ziersträuchern und Nadelhölzern gesäumt würden. Die Baumbepflanzung des Parks bestände an den inneren und äußeren Wegen vorwiegend aus Eichen. Dann erreiche man einen tiefer angelegten Weiher, der von im Wuchs kräftiger Weidenbäumen, wiederum Akazien und weiterem Gehölz umgeben sei. Dieses Gewässer hinter sich lassend, erreiche man ein großes, von blühenden Pflanzen eingefasstes Wasserbassin, dessen Mitte mit mehreren Springbrunnen ausgestattet sei.
Einige Jahre später wurde der Deutsche Ring um eine weitere Attraktion bereichert. Er erhielt einen um 1911/12 durch Bolte erbauten Kinderspielplatz. Die von Gittern zwischen gemauerten Pfosten eingefasste Fläche der Anlage – auf Fotografien steht das Denkmal des Kaisers auf einem hohen gerundeten Sockel – wurde in ihrem Eingangsbereich zu beiden Seiten von Skulpturen flankiert. Die auf Sockeln platzierten Figurengruppen „Jüngling mit Pferd“ und „Mädchen mit Reh“ waren 1911 ursprünglich für die Sonderbund-Ausstellung von 1912 von Hans Wildermann geschaffen worden und fanden nun bis zum Zweiten Weltkrieg ihren Platz hier.

### Stadtviertel und Bauwerke der Gründerzeit

Hansaring – Richtung Ebertplatz (um 1886)
Ebertplatz – Richtung Osten, links Riehler Straße (Juli 1899)
Ebertplatz – Richtung Nordwesten, Sudermanstraße (Juli 1899)
Ebertplatz – heutiger Theodor-Heuss-Ring / Ecke Greesbergstraße (um 1900)
Ebertplatz – Ecke Riehler Straße 3 (um 1900)
Ebertplatz – Reiterstandbild Friedrich III (Oktober 1903)

Der Erschließung der Neustadt im Jahr 1881 folgte 1882 die Bebauung. Die Bebauung des Deutschen Ringes (der Bereich des später separierten Platzes) setzte erst relativ spät ein und fand zwischen den Jahren 1888 bis 1895 statt, lediglich das Haus Nummer 15 zwischen Neusser und Riehler Straße wurde erst im Jahr 1900 errichtet. Die Nummer 1, Ecke Hansaring und Sudermannstraße, erbaute der Architekt Otto Schulze im Auftrag der Magdeburger Allgemeinen Versicherungsgesellschaft als Mietshaus in „anspruchsvoller“ Gestaltung.

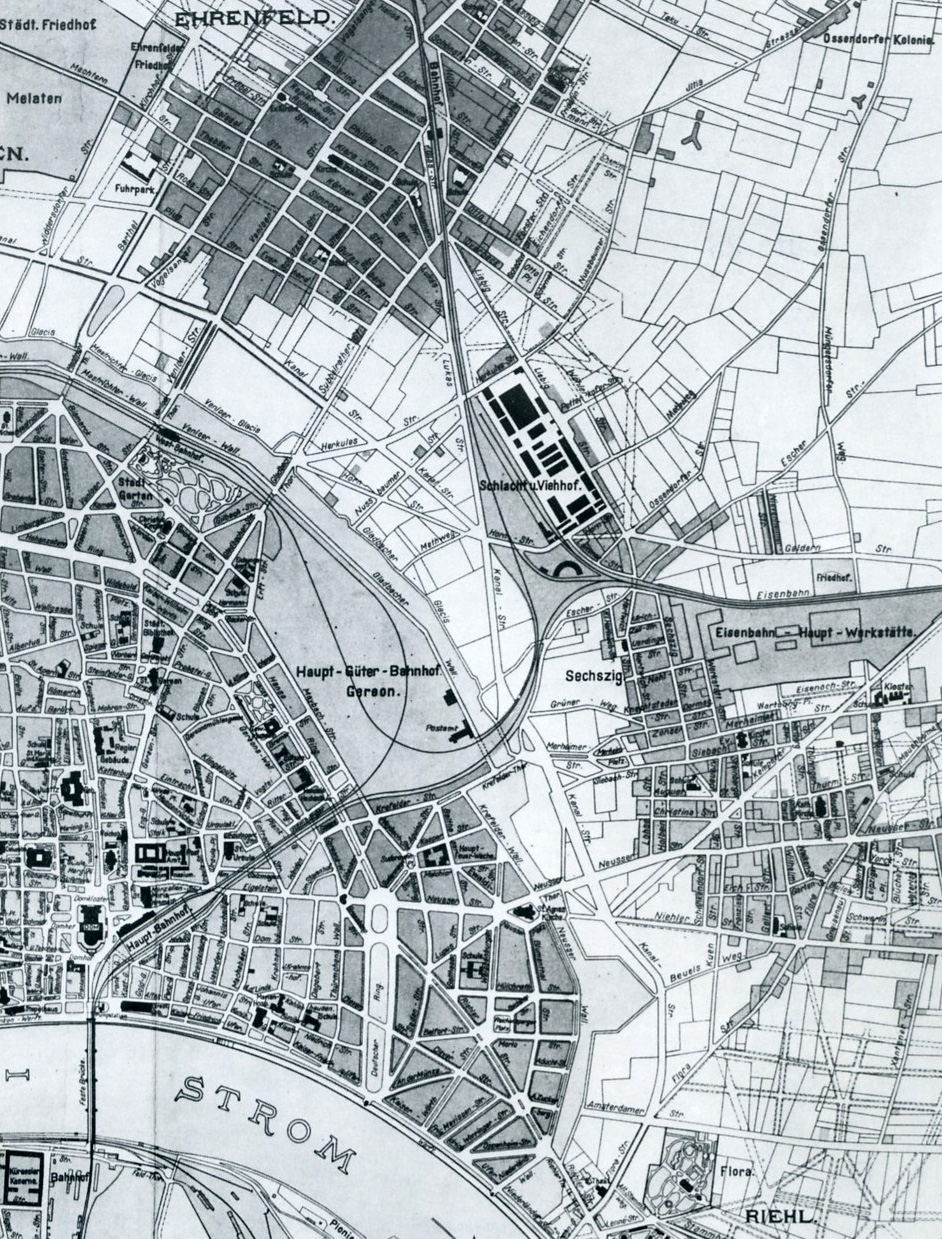
Ausschnitt der Übersichtskarte der Stadt „Cöln“, von Stadtbaumeister Carl Steuernagel des Jahres 1902. Gelände des Deutschen Ringes untere Bildmitte

Stadtbaumeister Stübbens Planungen hatten für die Bebauung der Ringstraßen eine generelle Maximalhöhe von 20 m vorgesehen, ein Vorhaben, welches von ihm jedoch in der Praxis nicht gegen die anderen Mitglieder der Stadterweiterungsdeputation durchzusetzen war. Es wurde oft an der alten Bauordnung festgehalten, die unter anderem auch eine Geschosshöhe vorschrieb, bei der eine lichte Höhe von 3 m nicht zu unterschreiten war.
Wie Fotografien der Jahrhundertwende verdeutlichen, umgaben die später als Platz ausgewiesene Anlage zumeist viergeschossige Gebäude. Deren Obergeschosse waren in der Regel in einheitlicher Höhe errichtet worden, im Gegensatz dazu erhielten die häufig als Geschäftslokale genutzten Erdgeschosse ein höheres Maß. Die Hausfassaden erhielten durch aufwändige Stuckarbeiten nicht nur verzierende Elementen wie etwa an der Kaiserapotheke, sondern auch eine abgestimmte Gliederung in der Straßenflucht. Typisch für die Gebäude dieser Epoche waren die hohen Fenster und Hauseingänge, aber auch die teilweise mit Erkern ausgestatteten Hausfronten. Die meisten Gebäude verfügten über ausgebaute Mansarden, wobei Eckbauwerke zusätzlich kleine oder größere Turmaufsätze erhielten.

#### Villen und ihre Architekten
Die Planung sah für die südliche Seite (etwa ab der späteren Domstraße) der breit angelegten Allee des Deutschen Ringes eine viergeschossige Bauweise von Reihenhäusern vor, sowie die Anlage von Vorgärten. Dagegen wurde für die Nordseite (ab der Riehler Straße) eine offene Bebauung beschlossen, da diese in das geplante Villenviertel zwischen Riehler Straße und dem Rheinufer übergehen sollte.
An der im Wesentlichen zwischen den Jahren 1895 und 1900 bebauten Allee entstanden Villen namhafter Kölner Bürger der oberen Gesellschaftsschicht. (Alte Nummerierung erscheint in Klammern, zu übersprungenen Hausnummern sind keine näheren Angaben vorhanden.)
Stadtseitige, geschlossene Bebauung
- 1894/95, Nr. 10 (26) ausgeführt von dem Kölner Bauunternehmer Heinrich Schierenberg (Fassadenentwurf: Alfred Müller & Otto Grah)
- 1900, Nr. 26 (42) Architekten: Gebrüder Schauppmeyer
- 1903, Nr. 28–30 (44/46) Doppelhaus Rottländer
- 1897/98, Nr. 34 (54) Eckhaus Clever Straße (Kaiserapotheke)
- 1900, Nr. 50 (72) Haus Gerlach

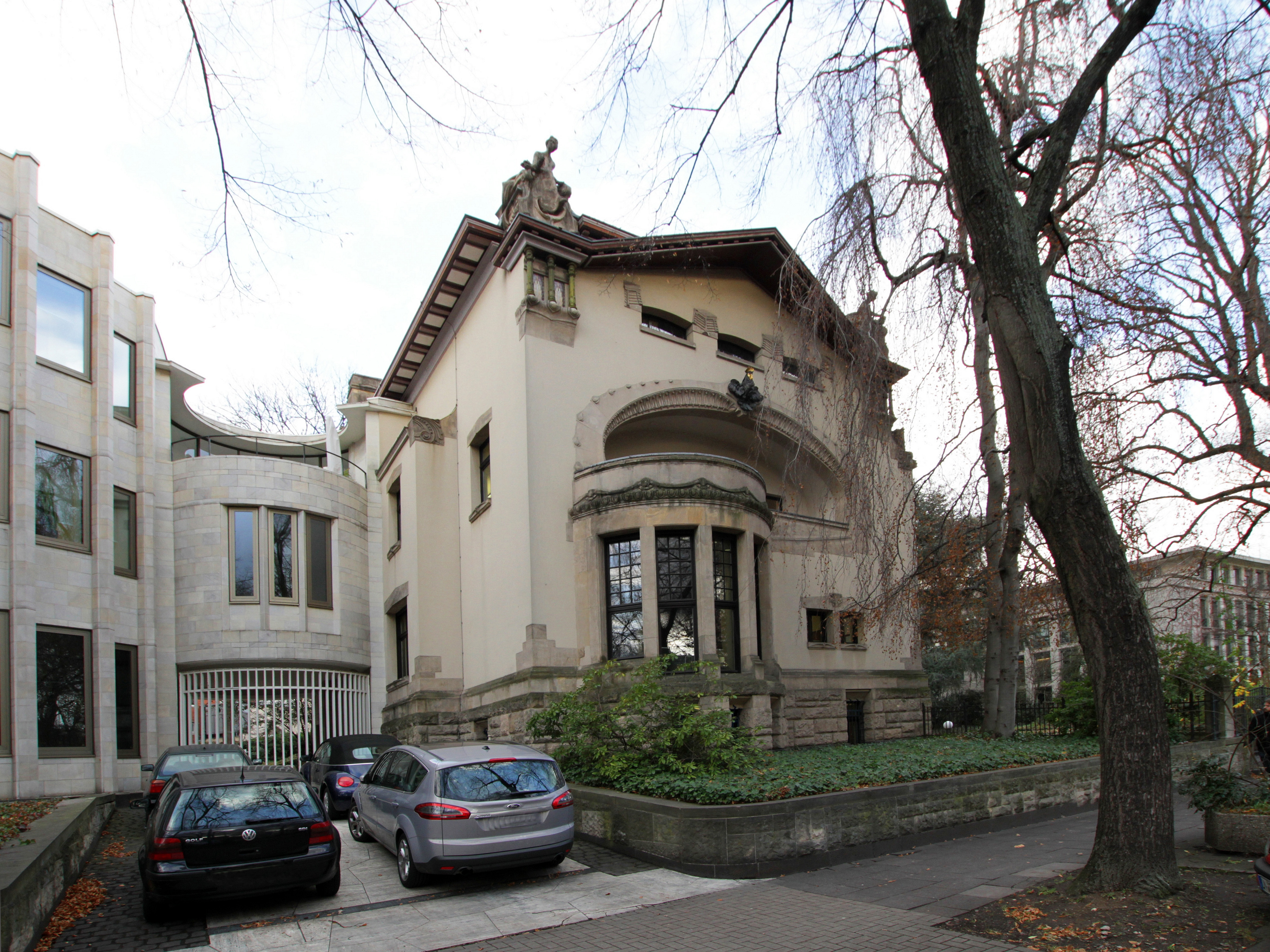
Villa Bestgen im Jugendstil, Theodor-Heuss-Ring 9
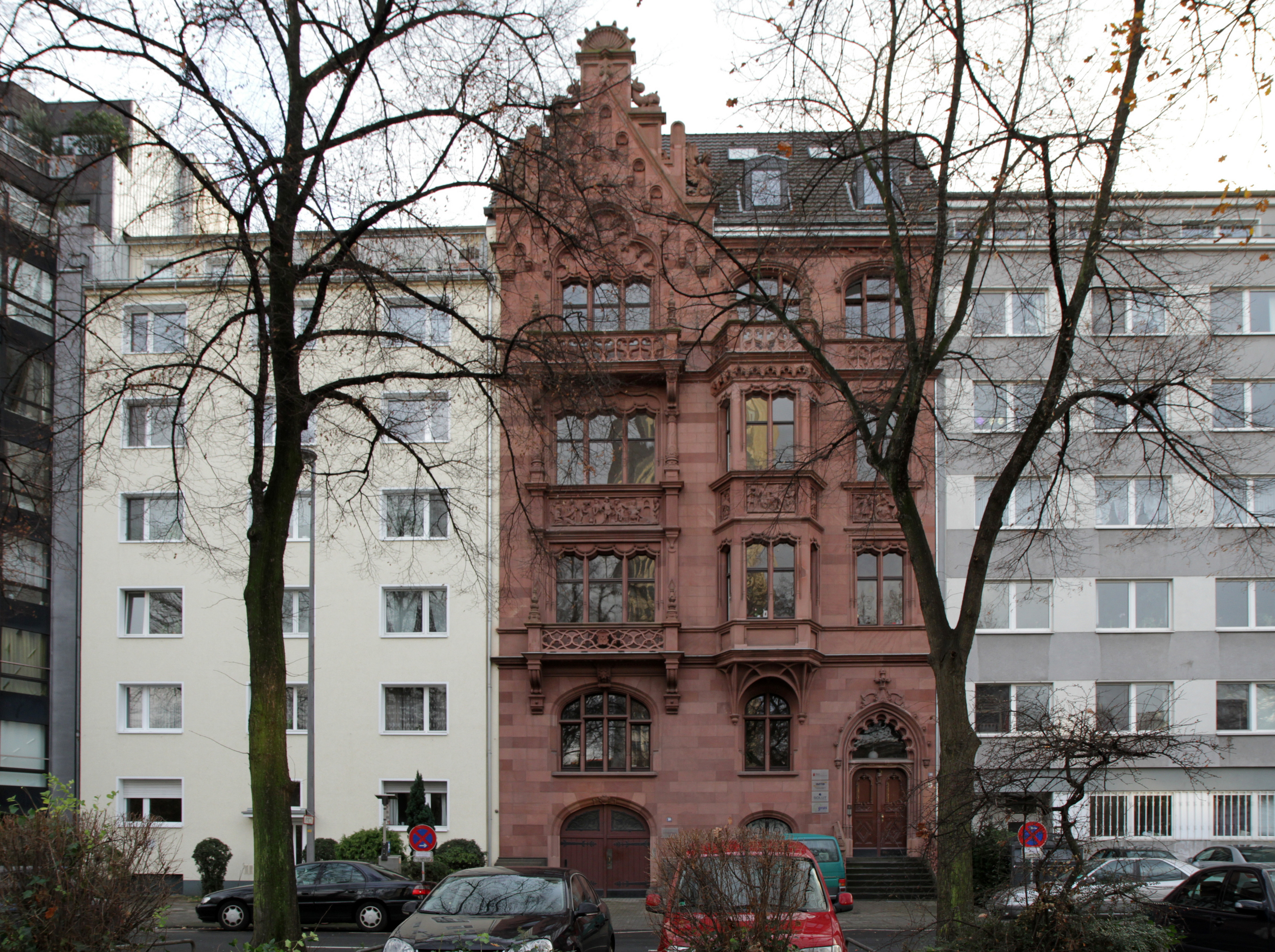
Theodor-Heuss-Ring 10
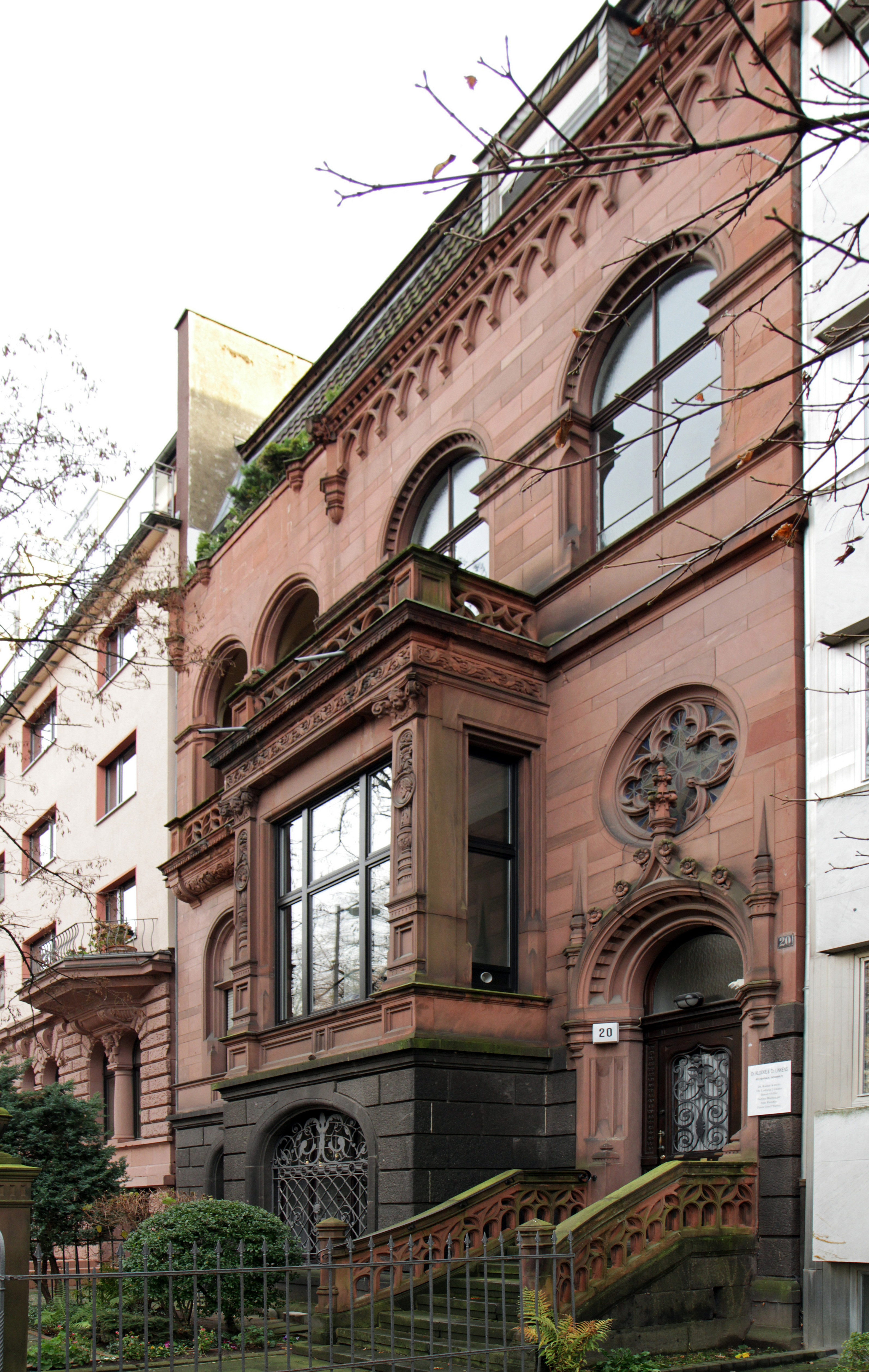
Theodor-Heuss-Ring 20
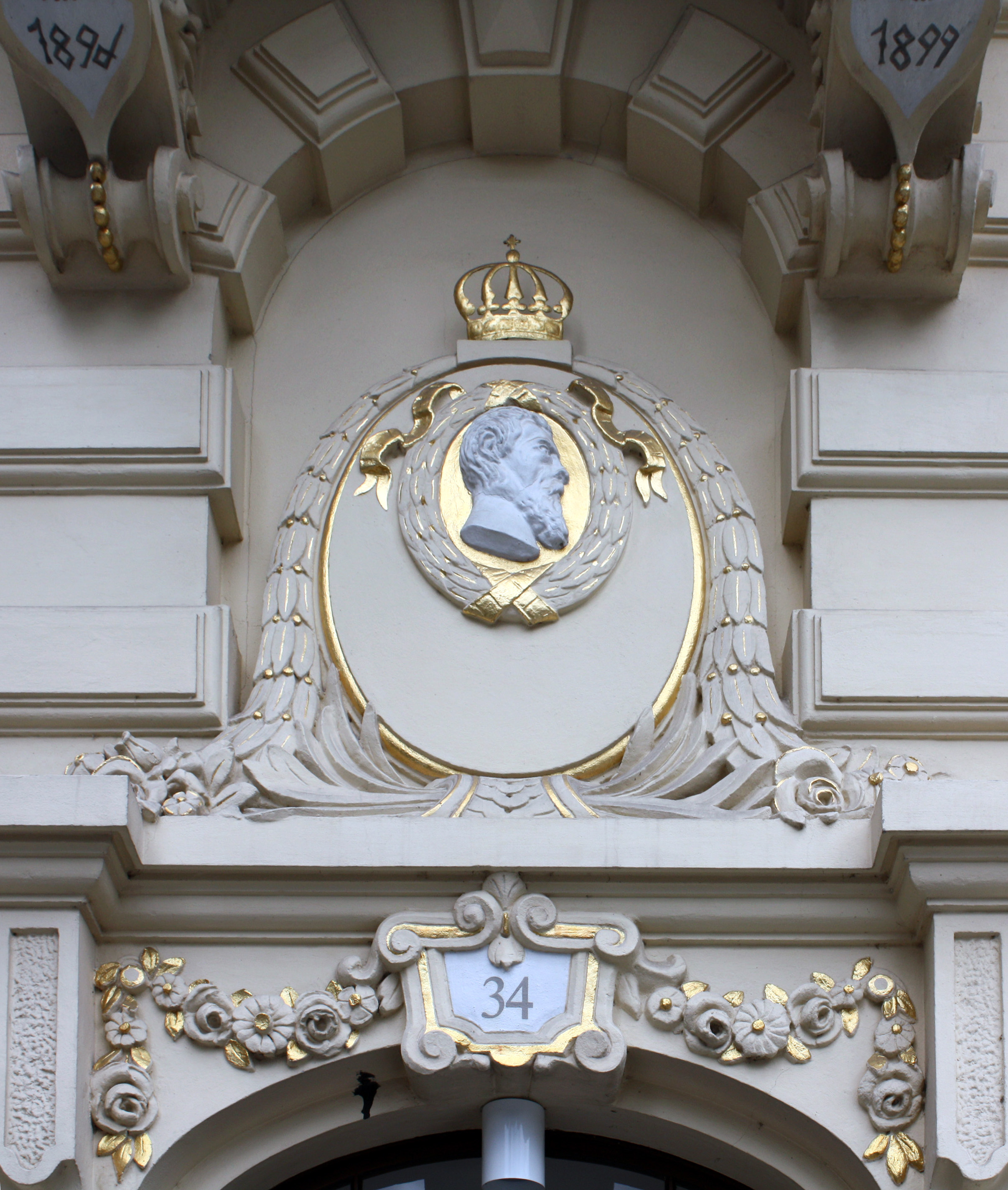
Fassadenschmuck der 1899 am Deutschen Ring erbauten Kaiserapotheke

Villenlage an der äußeren Ringseite
- 1895/96, Nr. 3 und 5 (25–27) als Doppelvilla Wirtz-Schnorrenberg
- 1897/98, Nr. 7 (29) Villa Welter
- 1903/04, Nr. 9 (31) Villa Bestgen (Architekt Gottfried Wehling)
- 1903/04, Nr. 11 (45) Villa C. Th. von Guilleaume (Architekt Ernst Eberhard von Ihne)
- 1895/96, Nr. 13–15 (47/49) als Doppelvilla Richard und Paul Schnitzler (Architekt Hermann Otto Pflaume)
- 1912/13, Nr. 19–21 (53/55) als Doppelvilla Johann Heinrich von Stein und Max Heimann (Architekt Paul Schultze-Naumburg)[29]

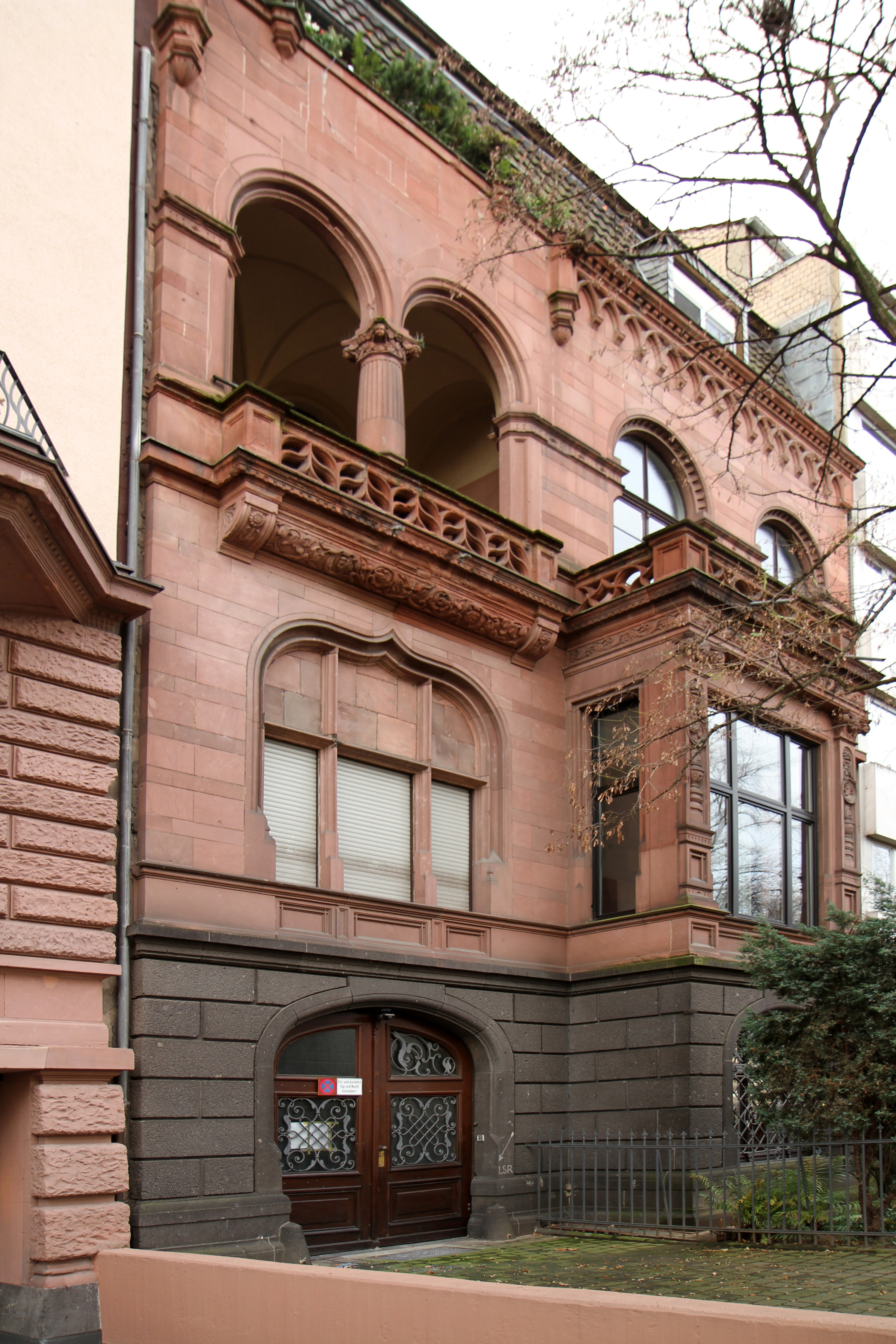
Hinweis zum ehemaligen Luftschutzraum am Sockel des Gebäudes

### Kriegszerstörungen
Bei einem für die Stadt insgesamt festgestellten Zerstörungsgrad von 78 % war der Neustadtgürtel mit etwa 25 % zerstörter Bausubstanz noch relativ gut davongekommen. Diese Bilanz war jedoch wiederum ein Durchschnittswert, der die wahren, punktuell sehr unterschiedlich eingetretenen Schäden außer Acht ließ. Eine Aufstellung der Pfarrei St. Agnes gab im Juli 1945 für den Deutschen Ring 16 völlig zerstörte sowie zwei stark beschädigte Häuser an.
Wegen der sich abzeichnenden Eingemeindungen war schon im Rahmen der Neustadtplanungen erwogen worden, die Ringstraßen an ihren Enden durch Brücken mit dem rechtsrheinischen Gebiet zu verbinden. Die Stadt stellte dieses Vorhaben jedoch zurück und favorisierte später andere Brückenstandorte. Durch die Zerstörung der Kölner Brücken wurde der Deutsche Ring dann doch noch, wenn auch nur für wenige Jahre, zur Brückenauffahrt. 1945/46 wurde eine so genannte Bailey-Brücke installiert, die in Köln, nach dem General der US-Armee George S. Patton, als „Patton“-Brücke bezeichnet wurde. Zum Bau der Brückenauffahrt wurde das kriegsbeschädigte Denkmal Kaiser Friedrichs und die ebenso beschädigten Figurengruppen Wildemanns am Spielplatz des Ringes beseitigt. Die Brücke war eine von insgesamt drei während der Besetzung Kölns entstandenen Notbrücken. Sie wurde in der Zeit vom 1. Oktober 1945 bis 12. Juni 1946 errichtet und im September 1951 abgebrochen.

### Anfänge des Wiederaufbaus
Die ersten Planungen der Nachkriegszeit sahen auch eine Vereinheitlichung der Ringbreite und bei der Bebauung eine Veränderung der geltenden Höhen vor. Zwar sah man wegen der dann fällig gewordenen teuren Grundstücksentschädigungen von der Verbreiterung auf 52 Meter ab, legte aber Höhenbebauung auf nunmehr sechs bis sieben Geschosse fest. Diese – auch im Sinne der Grundeigentümer getroffenen – Beschlüsse der Stadt veränderten in erheblichem Maße die von Stübben vorgegebene Ringarchitektur, die sich in diesem Stil auch an dem nun Deutscher Platz genannten Nordabschnitt der Ringe manifestierte. Verantwortlicher städtischer Baumeister war der Architekt Rudolf Schwarz geworden, der von 1946 bis 1952 den Wiederaufbau organisierte.

#### Verkehrsentwicklung

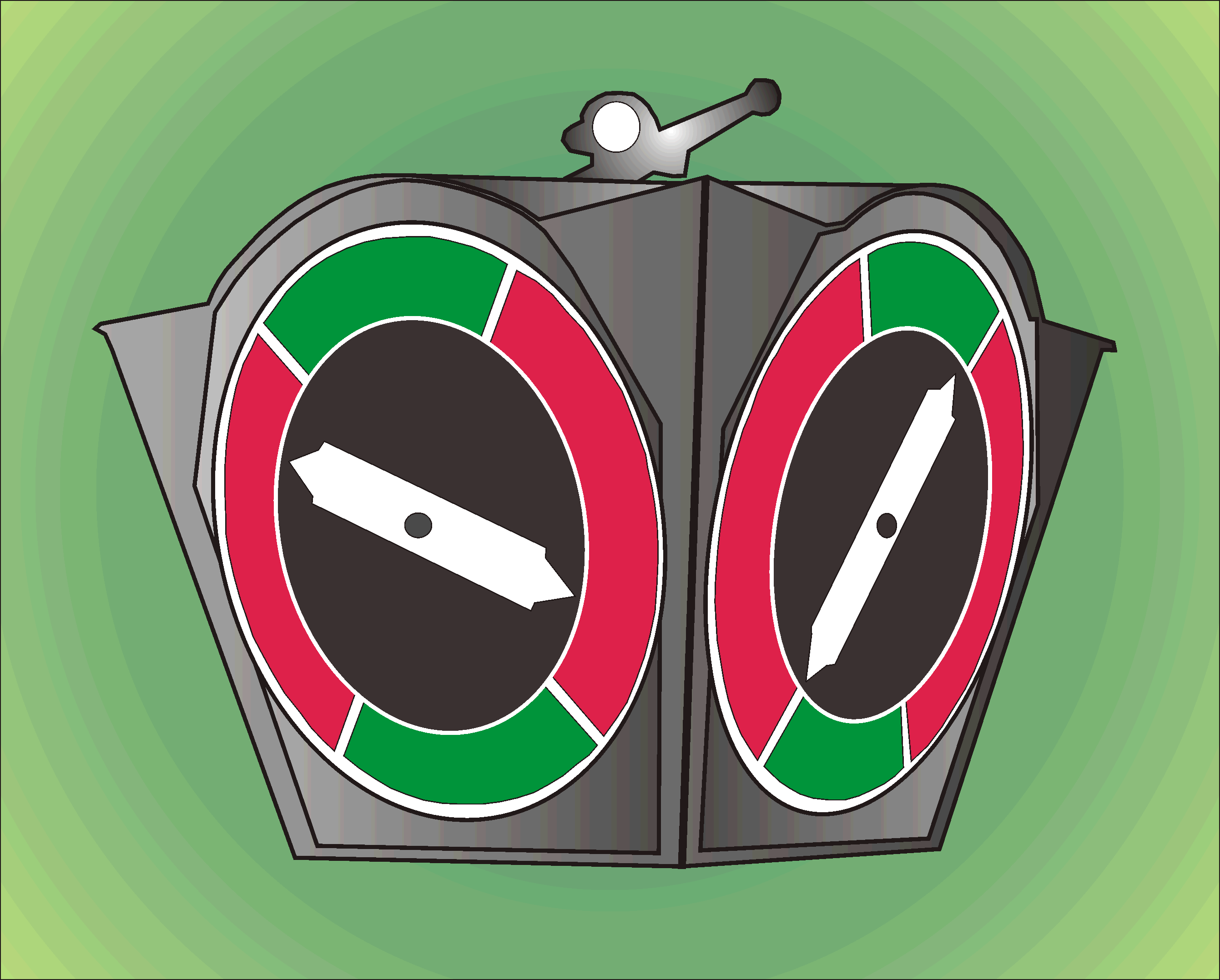
Schematische Darstellung einer Heuerampel

Bereits im Juli 1953 überstieg die Anzahl der in Köln zugelassenen Kraftfahrzeuge die Marke 50.000. Dies führte besonders an neuralgischen Verkehrspunkten, auch dem Ebertplatz, zu Engpässen. Den Straßenverkehr des Platzes bestimmte in der Hauptsache die Nordsüdverbindung des Ringes und die Achse Neusser Straße – Eigelstein, sowie der ein- und abfließende Verkehr der Riehler Straße und der Sudermannstraße. Auf den Platz wirkte sich in besonderem Maße der ebenerdig abgewickelte Betrieb der doppelspurig verkehrenden Straßenbahnlinien aus, die sich sogar durch das Eigelsteintor zwängten. Den gesamten Kreuzungsverkehr regelte ein auf einem kleinen Podest stehender Verkehrspolizist per Handzeichen, bis einige Jahre später durch eine über der Kreuzung angebrachte Verkehrsuhr die bisherige Form der Verkehrsregelung abgelöst wurde.

#### Substanzverluste

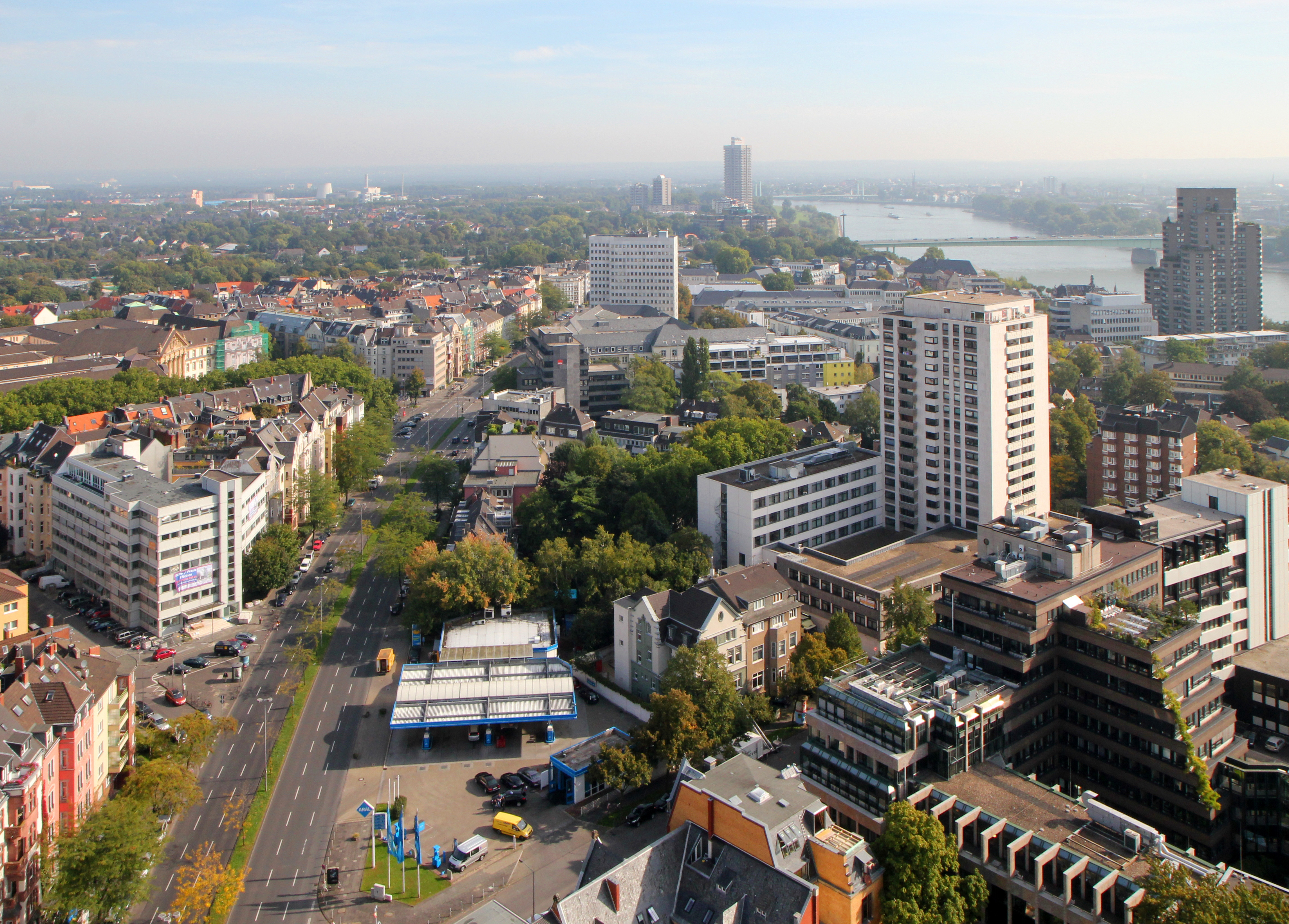
Ehemaliges Villenviertel zwischen Riehler Straße, Rhein und Ring

Die spätere Kölner Stadtkonservatorin Hiltrud Kier führte 1978 zum Abschluss ihrer Publikation zur Kölner Neustadt an, dass selbst nach den Zerstörungen des Krieges die Neustadt in den folgenden drei Jahrzehnten etwa 25 % ihrer baulichen Substanz verlor. Als ursächlich für diesen Rückgang sah sie das wachsende Verkehrsaufkommen, auf das die Behörden mit verbreiterten und neuen Straßen reagierten und denen Grundstücke sowie erhaltenswerte Bauwerke geopfert wurden. Weiterhin sorgten geänderte Bebauungspläne dafür, dass aufgrund der nun möglichen höheren Bodenausnutzung und somit höherer Rendite noch erhaltene Gebäude quasi „zum Abbruch verurteilt“ waren.
Im Gegensatz zu dem südlichen Ringabschnitt des Sachsenringes (zwischen diesem und dem Volksgarten), den Stübben wie die Nordseite des Deutschen Ringes mit vorgegebener Villenbebauung geplant hatte, wurde das Gelände am Theodor-Heuss-Ring zwischen Riehler und Rheinuferstraße 1970 für eine Bebauung mit Hochhäusern freigegeben. In der Folge entstanden in diesem Dreieck eine Anzahl hoher Gebäude, von denen als markantestes der 1973 entstandene Ringturm am Theodor-Heuss-Ring 1 blieb.

#### Theodor-Heuss-Ring
Nach dem Tode von Theodor Heuss am 12. Dezember 1963 beschloss der Stadtrat einstimmig in einer Ratssitzung vom 14. Dezember 1963 die Umbenennung des vom Ebertplatz zum Rhein führenden Deutschen Rings in Theodor-Heuss-Ring. Hier hatte um die Jahrhundertwende die Bebauung eingesetzt, so etwa 1897 (Nr. 32), 1898 (Nr. 34) oder 1903 durch Rottländer das Doppelhaus Nr. 28–30 und 1912 ein Kinderspielplatz. Der Erdaushub des hier liegenden Sicherheitshafens ermöglichte die Anlage eines Parks mit Weiher. 1970 legte man bei Ausgrabungen am Theodor-Heuss-Ring den alten Sicherheitshafen frei. Der weithin sichtbare, 109,1 Meter hohe Ringturm (Theodor-Heuss-Ring 1) wurde 1973 fertiggestellt.

### Denkmalpflegerische Einschätzung in den 1970ern

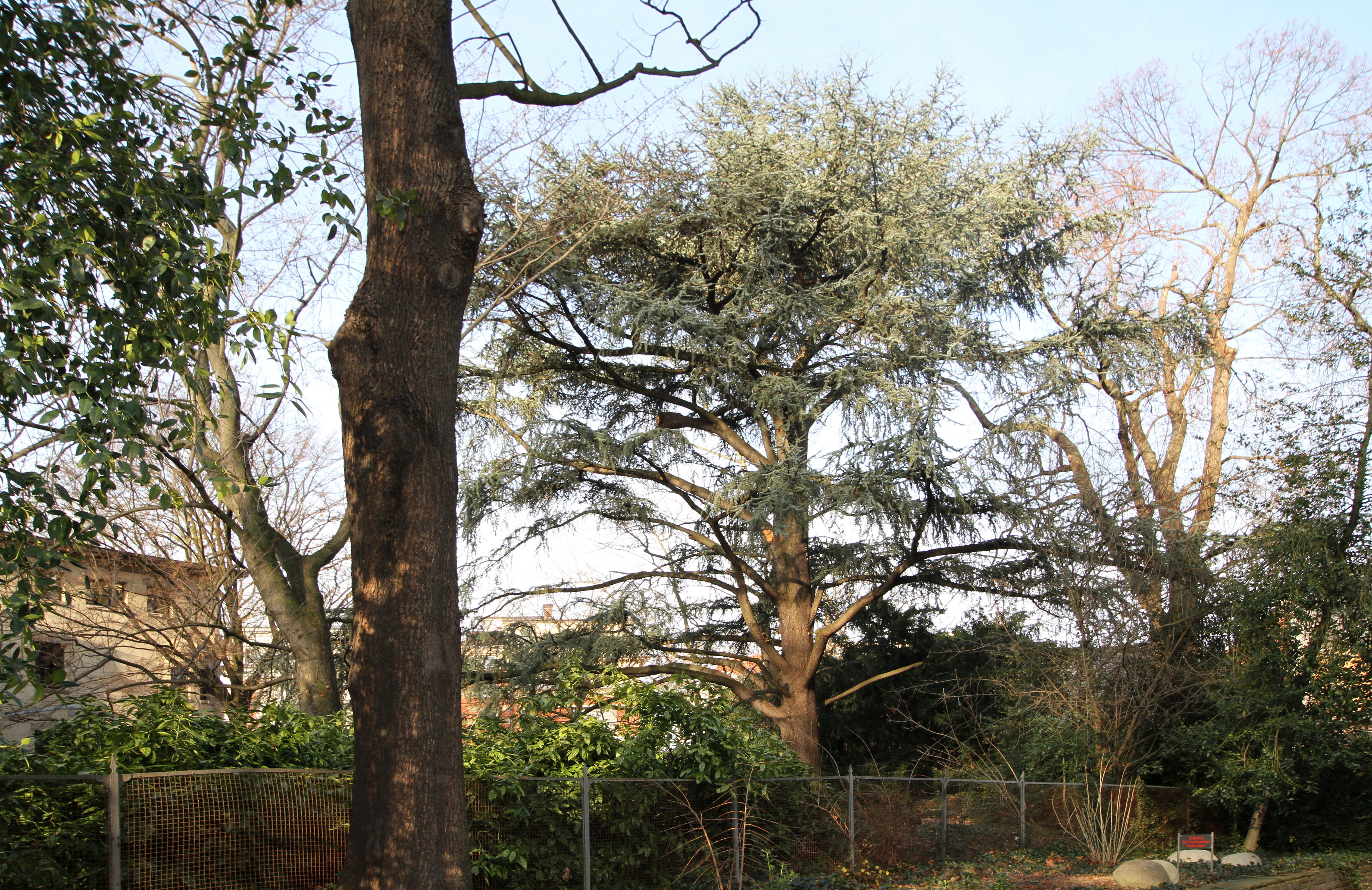
Seitl. Gartengelände Theodor-Heuss-Ring 9

In ihrer Eigenschaft als Denkmalpflegerin betrachtete Kier die zurückliegende Aufbauzeit der Stadt und berichtete über jahrelang aufragende Mauern und erhaltenswerte Fassaden ausgebrannter Häuser, die letztlich doch abgebrochen oder mit abgeschlagenem Stuck in einem schmucklos gestalteten Wiederaufbau Verwendung fanden. So sind denn auch in der Denkmalliste im Stadtteil Neustadt-Nord für den heutigen Ebertplatz lediglich drei Bauobjekte als Denkmal ausgewiesen und am ehemaligen Deutschen Ring werden zwölf Gebäude angeführt. Unter diesen sind jedoch schon eine Reihe Bauwerke der unmittelbaren Nachkriegszeit erfasst, Fassadenreste der Gründerzeit oder Erhaltenes im Jugendstil stellen die Ausnahme dar.
Auch die ehemals üppige Begrünung der Stadt, insbesondere die des Ringes und seiner Plätze, blieb vorerst dezimiert. Dies verdeutlichen Fotografien der Wilhelminischen Zeit (siehe Abbildung oben, Deutscher Ring), aber auch die Aufnahmen August Sanders, dessen Blick vom Platz der Republik in den Hansaring einen breiten, in der Mitte von drei mächtigen Baumreihen bestandenen Boulevard zeigt.

### Umgestaltung der 1970er Jahre

#### Straßenbau

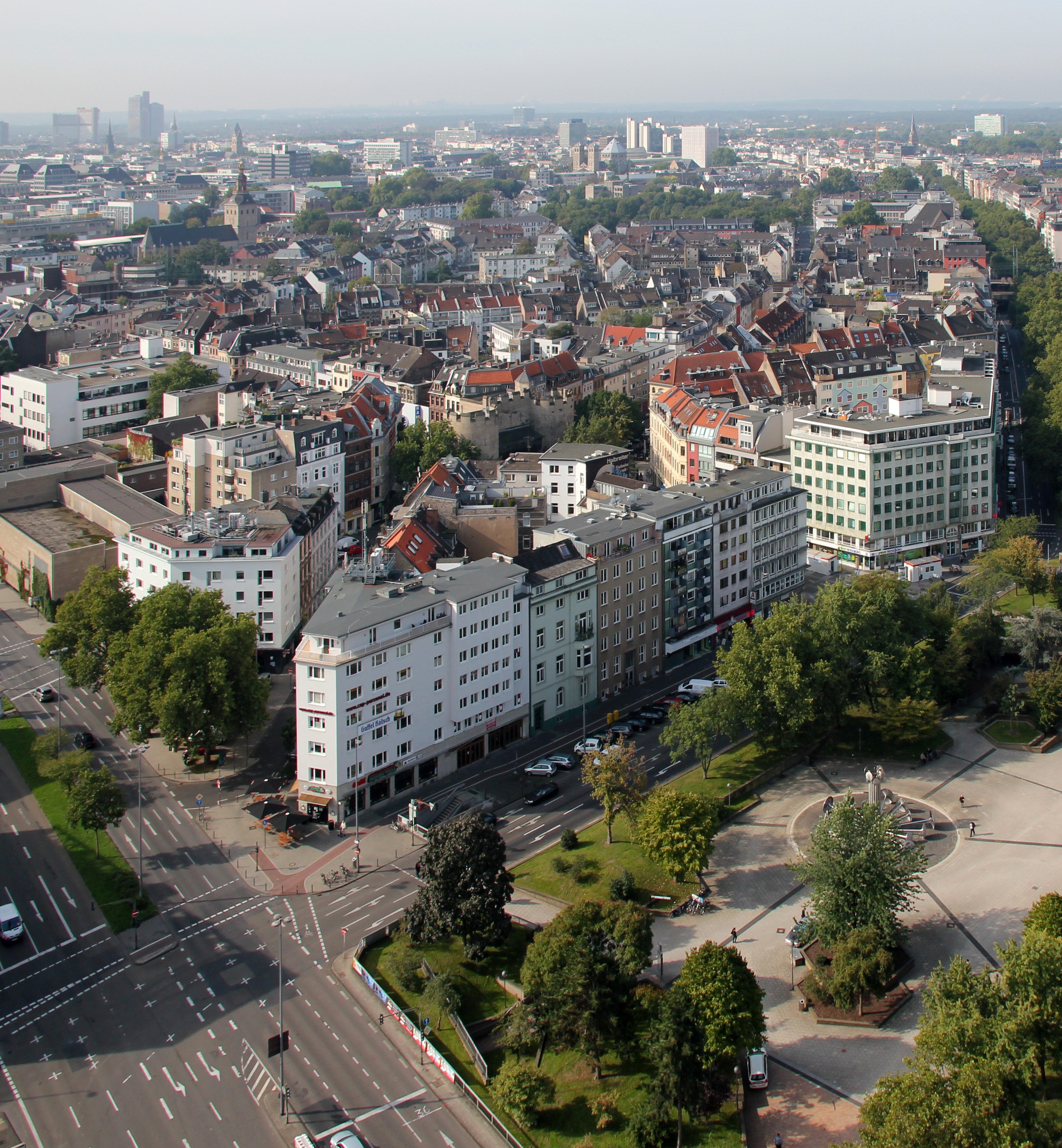
Ebertplatz/Nord-Süd-Fahrt in Richtung Süd/West

Nach Angaben des ehemaligen Stadtkonservators Ulrich Krings fanden schon in den 1930er Jahren Planungen der NS-Stadtverwaltung statt, die sich mit der Trassierung einer Ost-West- und einer Nord-Süd-Achse befassten, um so mittels breit angelegter Straßenzüge die Stadt schnell durchqueren zu können. Im Rahmen einer langfristigen Planung waren bereits 1936 Grundstücke erworben worden, jedoch kam das Projekt durch den Ausbruch des Krieges nicht zur Durchführung.
Auf diese frühen Überlegungen und Ausarbeitungen, die einen massiv anwachsenden automobilen Verkehr durch die Innenstadt kommen sahen, konnte in der Nachkriegszeit zurückgegriffen werden. Als geeignete Maßnahme, das nun eingetretene Verkehrsaufkommen durch die Schaffung geeigneter Straßenprofile zu lenken, beschloss die Stadtverwaltung den in Etappen durchzuführenden Bau der Nord-Süd-Fahrt. Diese tangiert als solche den Ebertplatz mit der Verbindung der Turiner und Riehler Straße und wurde im Dezember 1972 bis auf die Anbindung an die Zoobrücke im Wesentlichen fertiggestellt. Mit dem Bau dieser, den Platz sechsspurig (ohne Abbiegerspuren) passierenden Straße verlor die ehemals auf dem Ring mündende (1895/96 bebaut) Greesbergstraße 1970 an Substanz und die Ringstraße das Grundstück Nummer 2. Am 27. April 1975 wurde der letzte Teilabschnitt der Nord-Süd-Fahrt über die Riehler Straße an die Zoobrücke angebunden.

#### Veränderung der Platzanlage durch den Bau der U-Bahn-Station
Von dem seit der Mitte der 1960er Jahre aus der Innenstadt heraus kontinuierlich vorangetriebene Bau von Untergrundstrecken, Stationsanlagen und deren Zu- und Ausgängen, wurde auch der Ebertplatz erfasst.

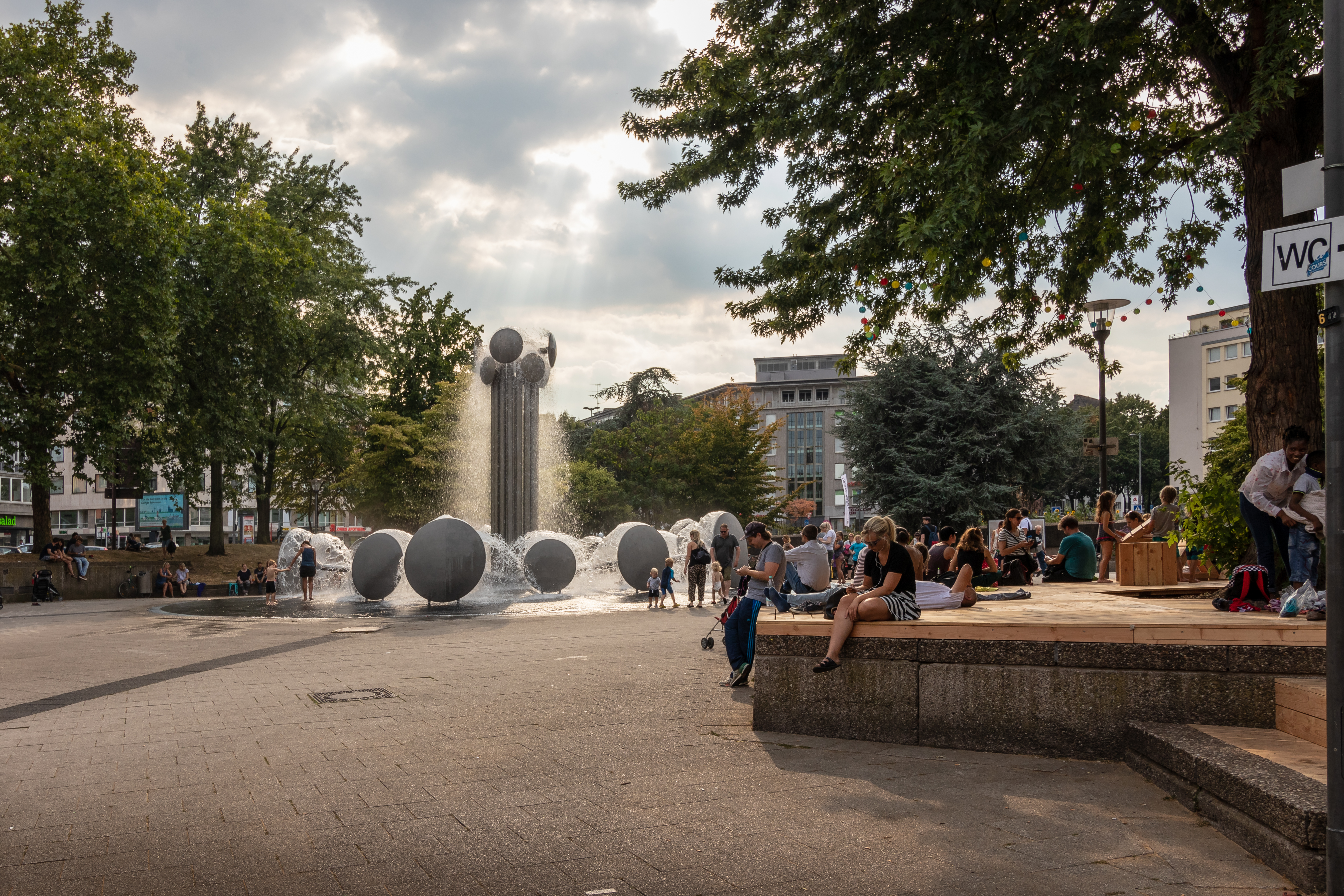
Brunnen von Wolfgang Göddertz, Foto von 2018

Seit der Eröffnung des U-Bahnhofs Ebertplatz am 25. August 1974 treffen sich hier die aus Richtung U-Bahnhof Breslauer Platz kommenden Linien und die vom U-Bahnhof Hansaring kommende Ringbahn, wodurch der erste aus vier parallelen Bahnsteigen bestehende Kölner U-Bahnhof entstand. Mit den Stadtbahnlinien 12, 15, 16 und 18 ist er zugleich der größte unterirdische Knotenpunkt der Kölner Stadtbahn. Ab 1972 begannen die oberirdischen Umbauarbeiten des Ebertplatzes, dessen westlicher Teil unter Straßenniveau abgesenkt und über Treppen, Rolltreppen und Rampen erschlossen wurde. Die sieben Ladenlokale im Souterrain und die Wasserkinetische Plastik von Wolfgang Göddertz sollten den neuen Platz aktivieren. Mit ihrer Aufstellung 1977 galt der Platz als fertiggestellt. Die verbliebene Grünanlage im östlichen Teil des Ebertplatzes nimmt 3,2 Hektar ein.
Als Knotenpunkt verschiedener Verkehrsströme und Verkehrsverteiler, der die verschiedenen Verkehrsteilnehmer auf separate Ebenen verteilt, wurde zeittypisch die Fußgängerebene in die abgesenkte Zone eingeordnet, während der Autoverkehr ebenerdig geführt wurde.

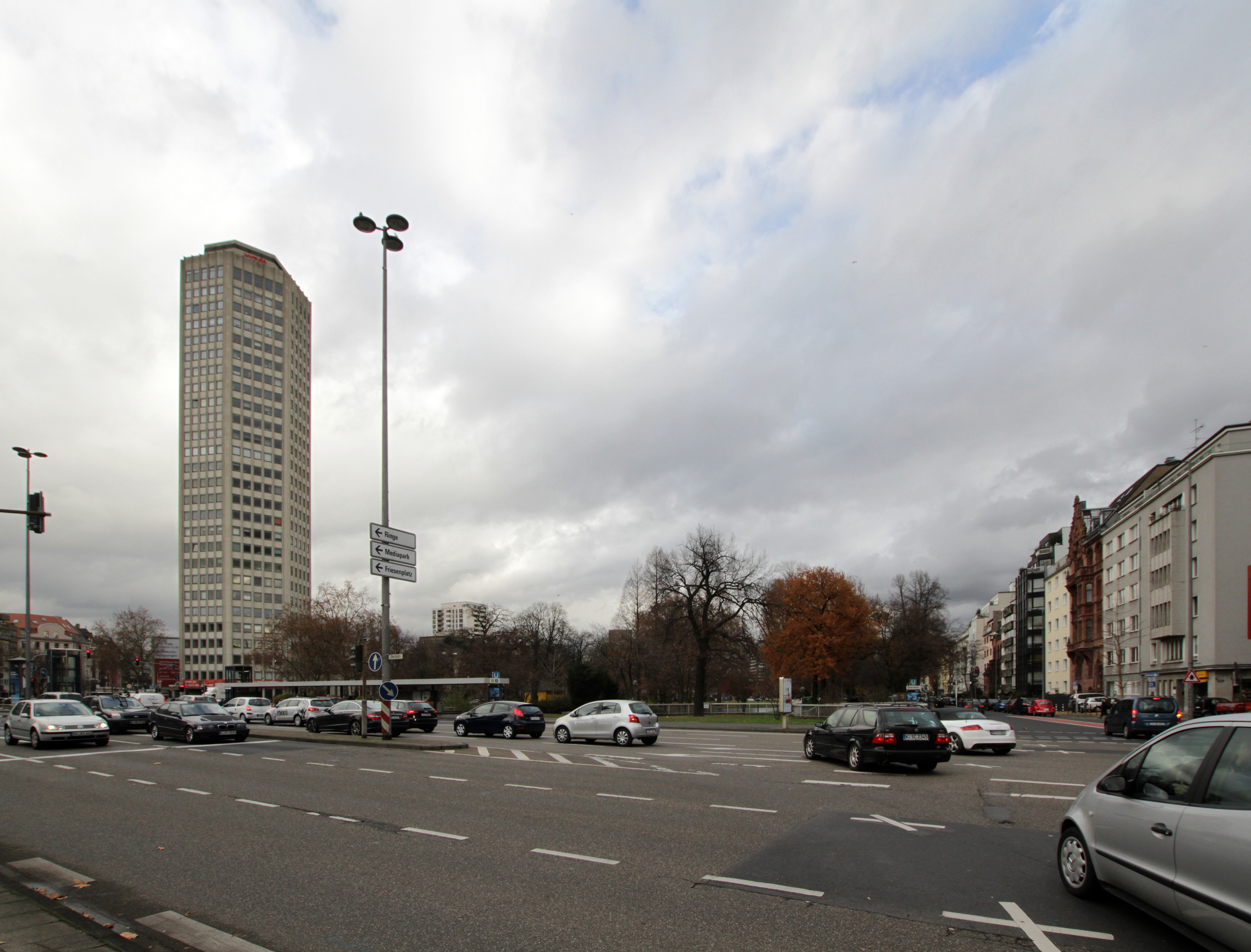
Trennung von Platz und „Ringpark“ durch die Nord-Süd-Fahrt
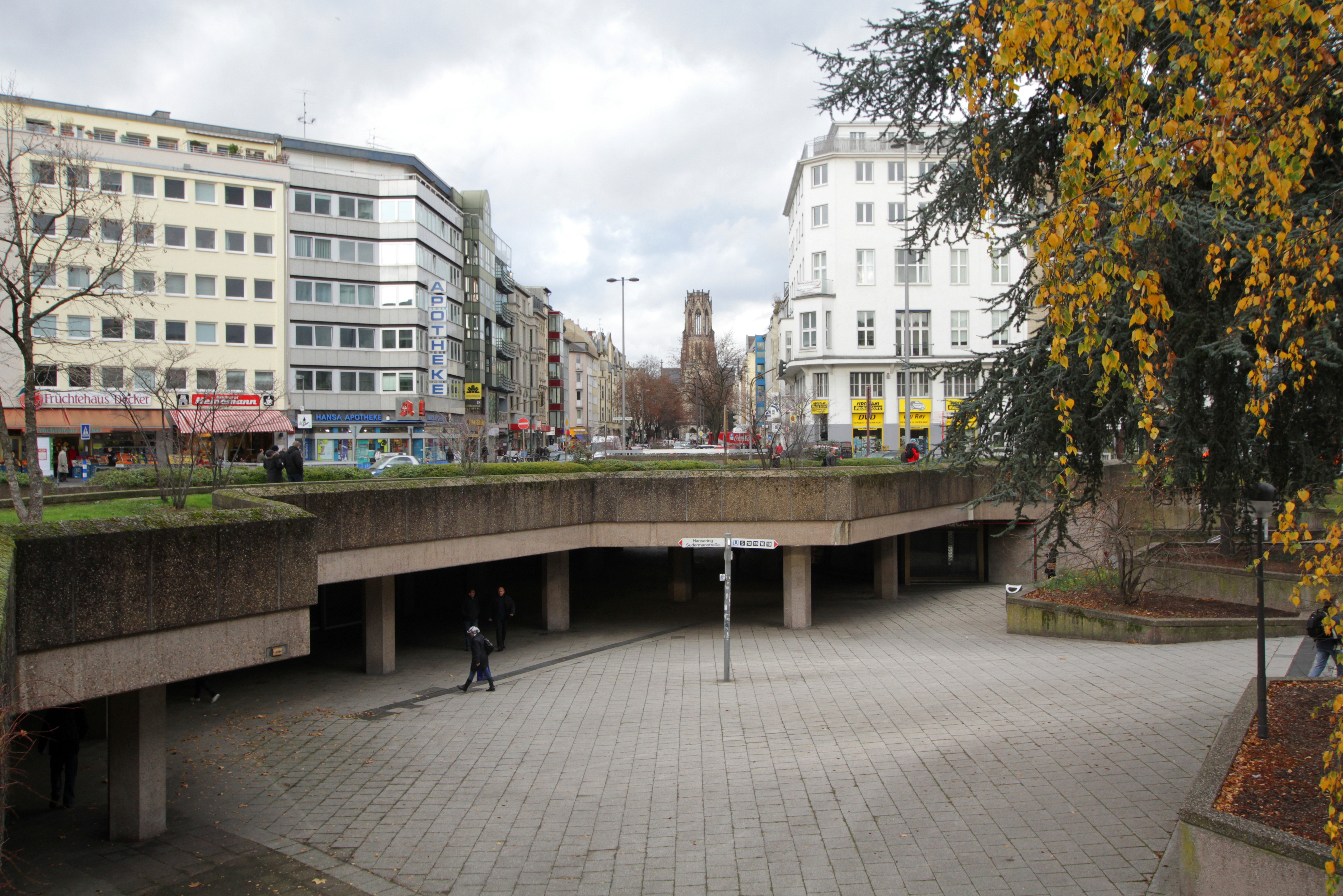
Der Fußgängerverkehr zwischen Eigelstein und Neusser Straße wurde unterirdisch mit Rolltreppen geführt.
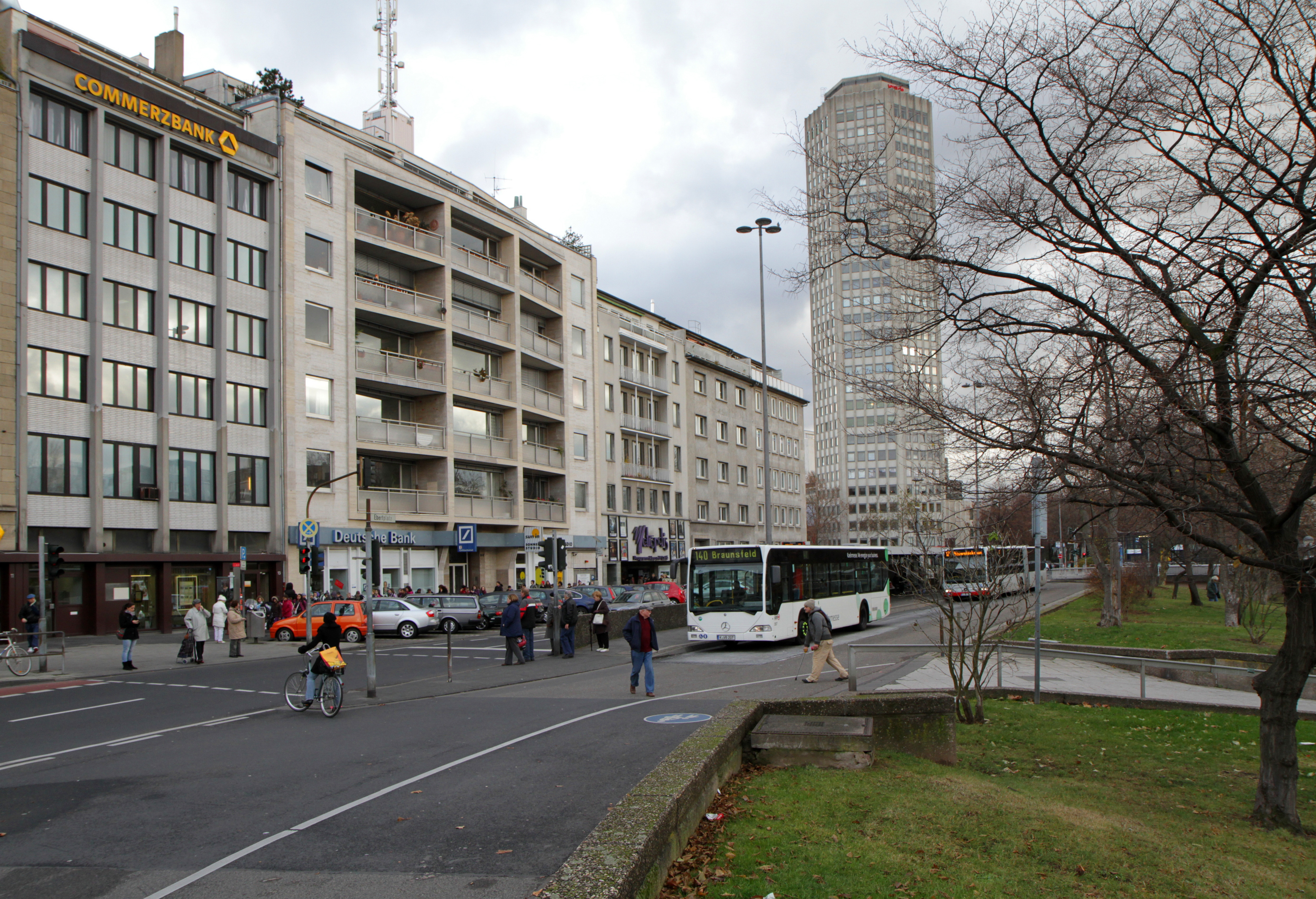
Die „Null-Ebene“ ist dem Autoverkehr vorbehalten.

## Heutiger Ebertplatz

### Ebenerdige Details
Der heutige Platz ist seit der aufgehobenen Bauhöhenbegrenzung der Nachkriegszeit an seinen Flanken von sieben- bis achtgeschossigen Gebäuden umstanden, die einige wenige Reste der Gründerzeit aufweisen. Bei der Neubebauung ab 1945 richtete man sich nach den ursprünglichen Fluchtlinienplänen, so dass die Dimensionen des Areals erhalten blieben. Als erstes Gebäude nach dem Krieg entstand nach 1945 in Nr. 14–16 (Ecke Riehler Straße) der Verwaltungsbau für die AachenMünchener Versicherung. Die Stadtsparkasse Köln (Nr. 1) ließ 1950 durch Architekt Theodor Kelter ihre Hauptzweigstelle Ebertplatz errichten. Zu den frühen Bauten gehört das 1957 errichtete Haus Bayer (Architekt: Ernst Nolte) in Nr. 2. Das Innere des denkmalgeschützten Hauses verfügt über ein gut erhaltenes Spindeltreppenhaus mit schmiedeeisernem Treppenlauf. Ebenfalls unter Denkmalschutz steht Haus Nummer 8, das 1960 von Architekt Paul Michael Pielen entworfen wurde.  In Nr. 11 befand sich zwischen 1957 und 1973 das Kinotheater Bambi am Ring. In Nr. 19 entstand 1950 das Gebäude mit dem Programmkino Metropolis, das hier am 21. April 1950 als Burgtheater eröffnete. Die Bebauung ist eine Mischung aus Wohn- und Geschäftsbauten, darunter drei Geldinstitute. Haus Bayer wurde zu einem Ärztehaus, ein Nachfolgebetrieb des alteingesessenen Café Füllenbach (Nr. 14–16) meldete 2002 Insolvenz an. Beidseitig verlaufen vor den Bürgersteigen der Häuserzeilen zweispurige Fahrbahnen, wobei an der stadtauswärtigen Seite eine zusätzliche Busspur mit Haltestation eingerichtet wurde. Eine weitere Busstation befindet sich an der Kopfseite des Platzes an der dort querenden Nord-Süd-Fahrt.

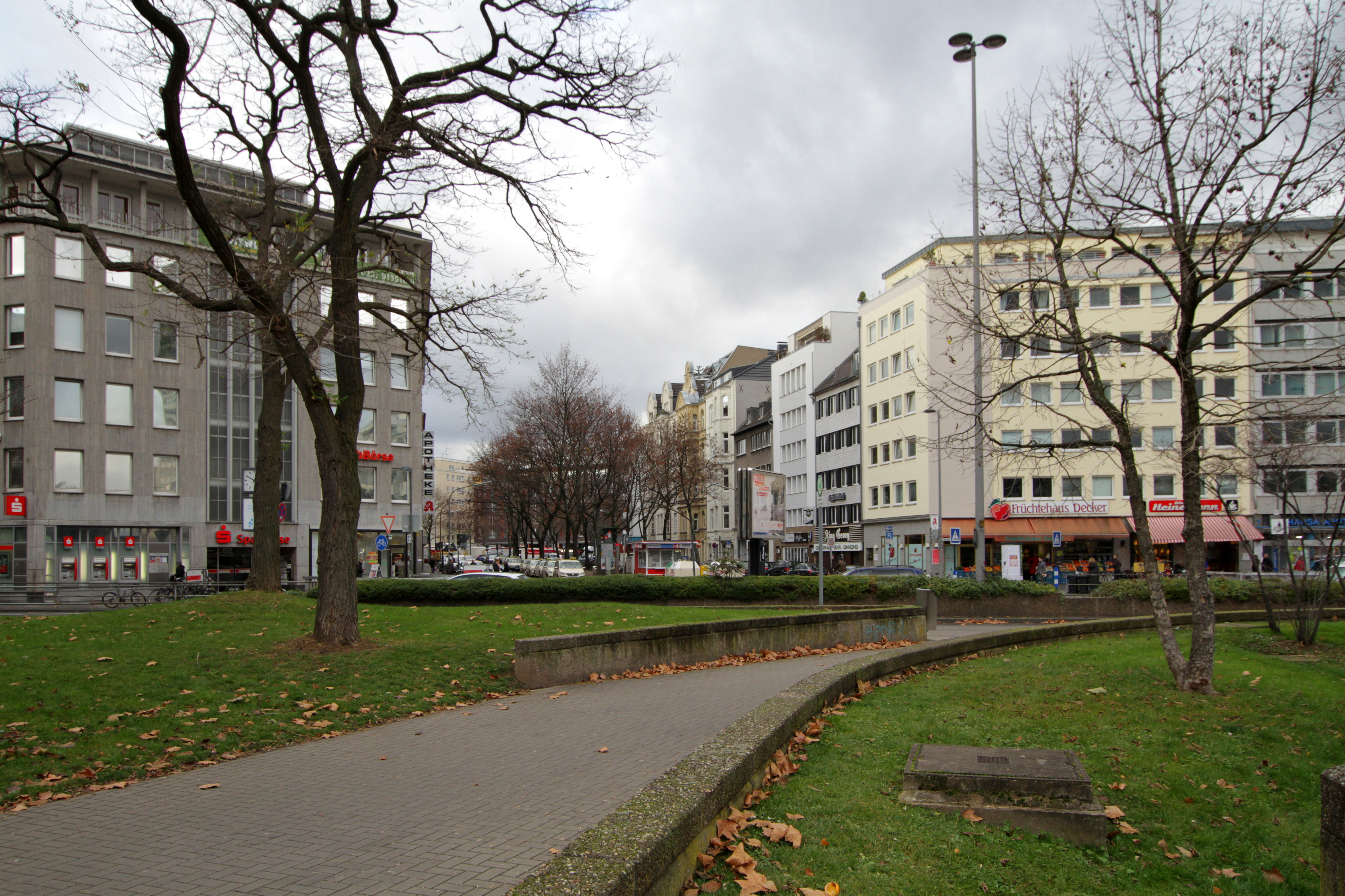
Eckhäuser der Sudermannstraße
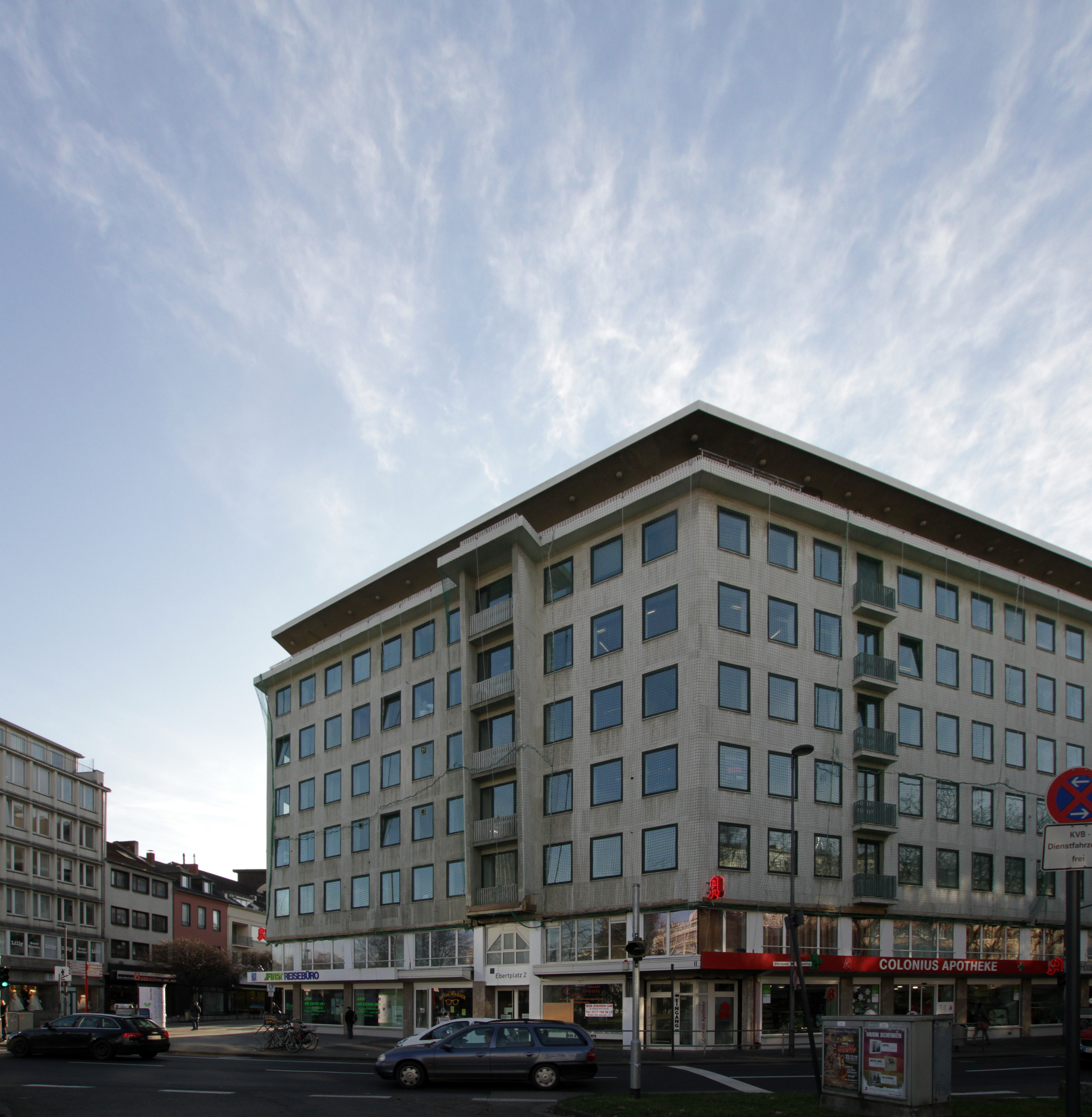
Ebertplatz 2
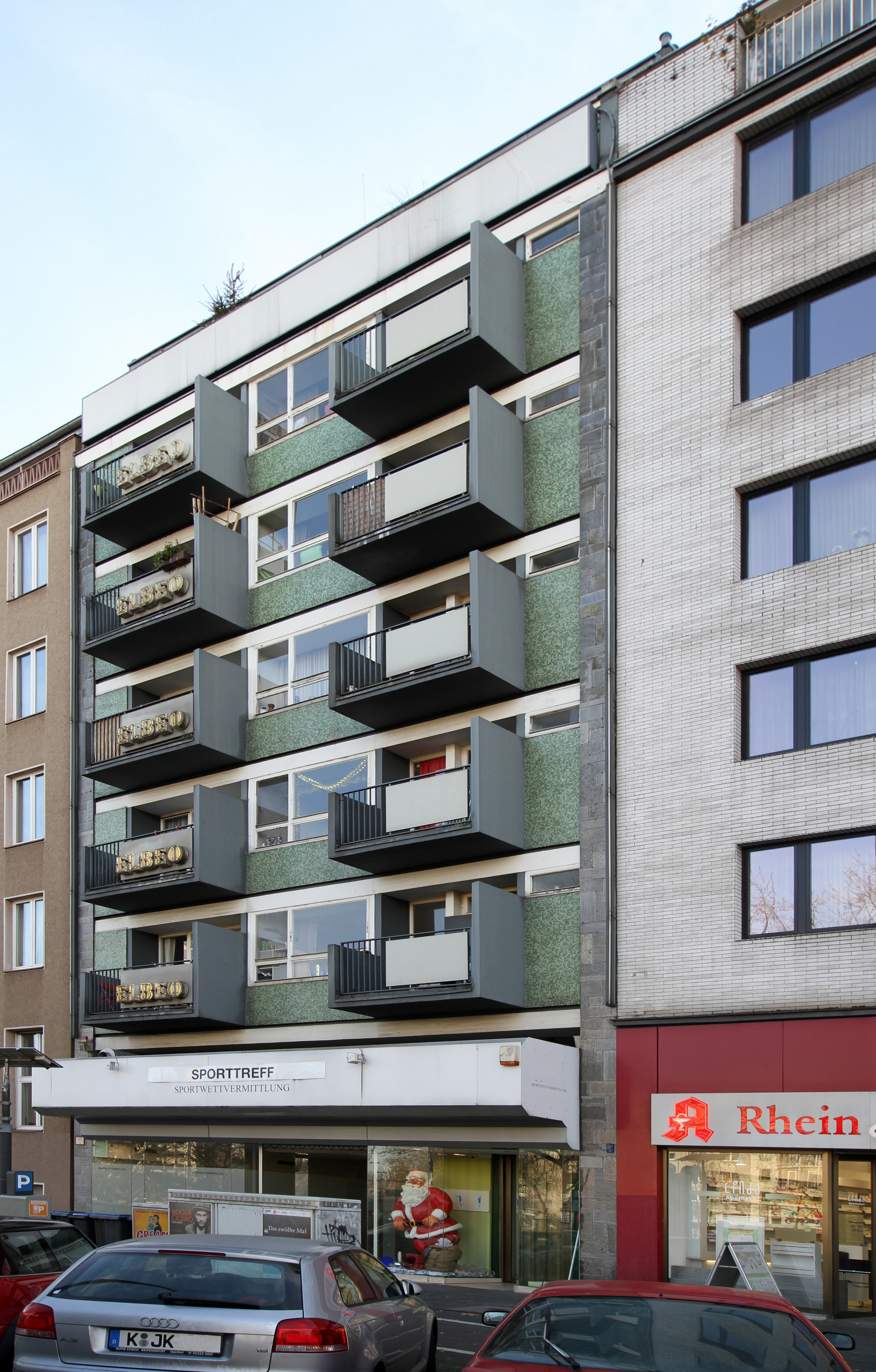
Ebertplatz 8
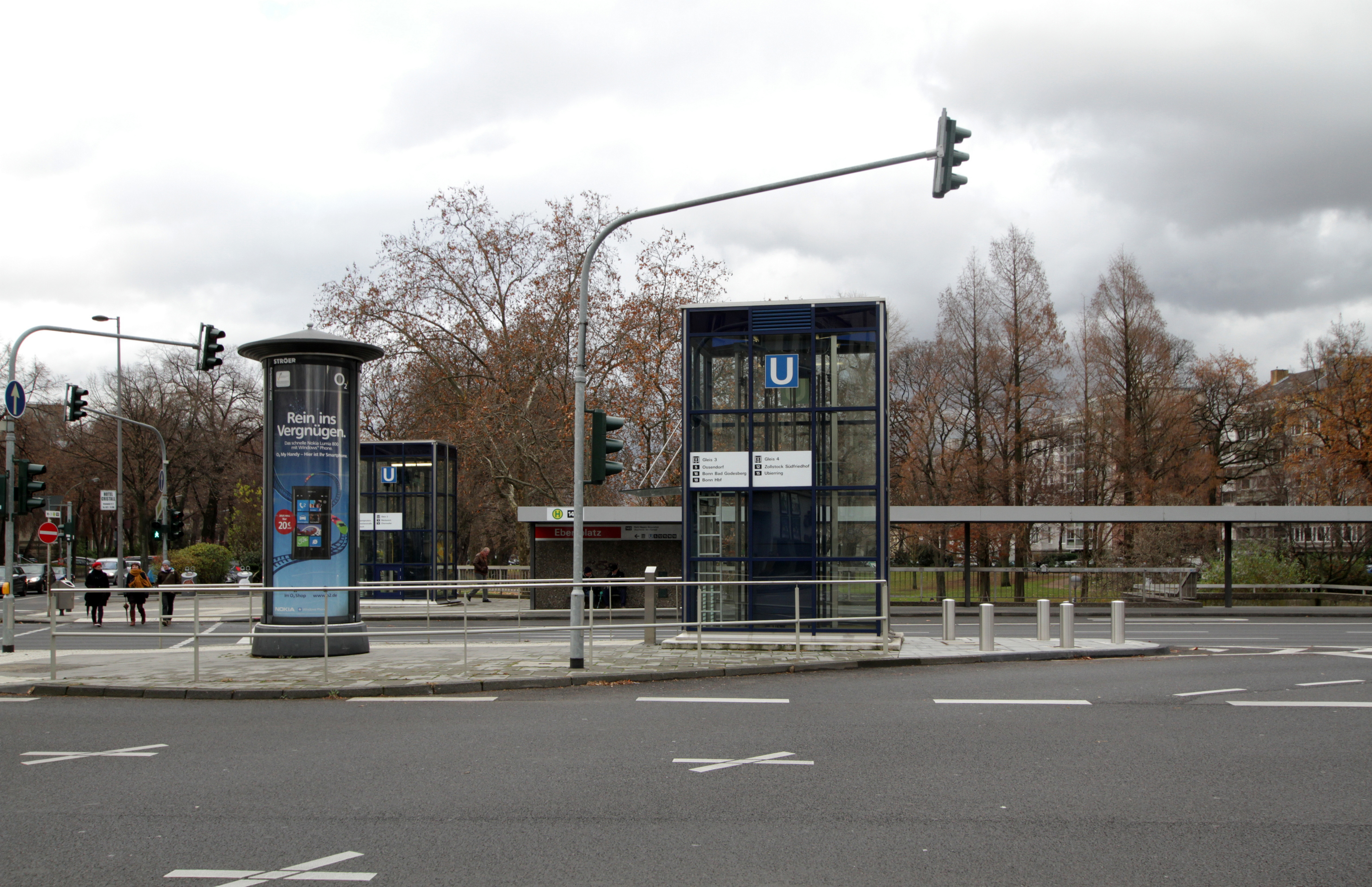
Busstation am Platzende (Nord-Süd-Fahrt)

### Innere Platzebene
Der Platz entwickelte sich sowohl ebenerdig als auch unterirdisch zum bedeutendsten Verkehrsknotenpunkt der nördlichen Neustadt. Gestalterisch basiert der Platz auf polygonalen Elementen, die alle von der dominierenden Sechseckform des Lichthofs über der Ladenzeile und der Stützpfeiler abgeleitet sind.
Die zeittypische Platzgestaltung (Planer: Kurt Jatho) ist weitestgehend unverändert erhalten. Die Bewertungen der Aufenthaltsqualität gehen auseinander: Kritikpunkte sind die unterbrochene Verbindung zwischen Eigelstein und Agnesviertel, der vom Autoverkehr umbrandete Platz um die tiefergelegte Platzfläche, die als nicht mehr zeitgemäß und dysfunktional bewertet wird, leerstehende Ladenlokale und ein unklarer Übergang der Ringstraße zum Rheinufer hin. Einige Stimmen gehen so weit, der Gestaltung „weitreichende Planungsfehler“ zu bescheinigen.
Andere Autoren bescheinigen dem Platz, durch den inzwischen ausgewachsenen Strauch- und Baumbestand ein „Schutzraum für Fußgänger mit einer gehörigen Aufenthaltsqualität“ zu sein. Die Brunnenanlage hätte zudem Lärmschutzaufgaben übernommen, da sie die Emissionen des Autoverkehrs dämpfte. Allerdings war der Brunnen seit Ende der 1990er Jahre bis Sommer 2018 außer Betrieb.
Von der unteren Ebene, die durch Rolltreppen und einen Aufzug erreicht werden konnte (die Rolltreppen sind inzwischen außer Betrieb), sind von der tiefsten Platzseite mit der Sichtachse Eigelstein/Neusserstraße die markantesten Bauwerke der Umgebung, die Eigelsteintorburg und die Agneskirche, nur noch teilweise sichtbar. Der Platz war zeitweise wenig frequentiert; die überdachten Ladenlokale, die zum Teil leerstanden, werden seit einigen Jahren von Kölner Künstlern bespielt, beherbergen auch noch ein afrikanisches Restaurant und einen Copyshop. Das Programm dieser Off-Spaces ist heute einem kunstinteressierten Publikum weit über die Stadtgrenzen hinaus bekannt.
Dem Brunnen gegenüber befindet sich ein rollstuhlgerechter, leicht ansteigender Plattenweg zur oberen Platzmitte, mit seinem von mehreren Linien angefahrenen Busterminal, der so seinen Fahrgästen die Umsteigemöglichkeit zu den Linien der Stadtbahn bietet. Dazu befinden sich am nördlichen Ende beidseitig des Platzes weitere Auf- und Abgänge zum oberen Straßenniveau (Riehler Straße/Ring und Ebertplatz/Turiner Straße), sowie in das unterirdische Souterrain mit öffentlichen (nicht rollstuhlgeeigneten) Toiletten und den Gängen zu den Treppen und Rolltreppen der jeweiligen Kopfseiten der U-Bahn-Station.

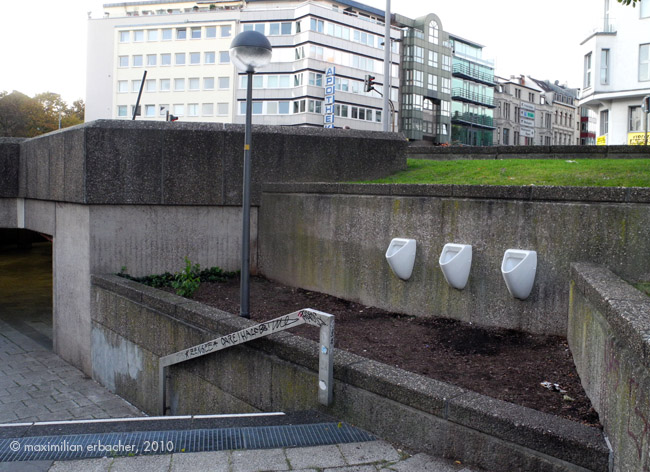
Installation Urinal, Maximilian Erbacher, 2011–2012

Im Rahmen der Ausstellung Mofahügel mit Evamaria Schaller, Sören Siebel und Julia Wallstab auf dem inneren Ebertplatzgelände sowie in Boutique – Raum für temporäre Kunst, einer der vier Off-Spaces im Souterrain, installierte der Künstler Max Erbacher drei Urinale an einer Waschbetonwand, die nachts häufig von Männern zum Wasserlassen aufgesucht wird. Nach der Zerstörung eines der Urinale im Januar 2012 entfernte die Stadtverwaltung auch die restlichen zwei.

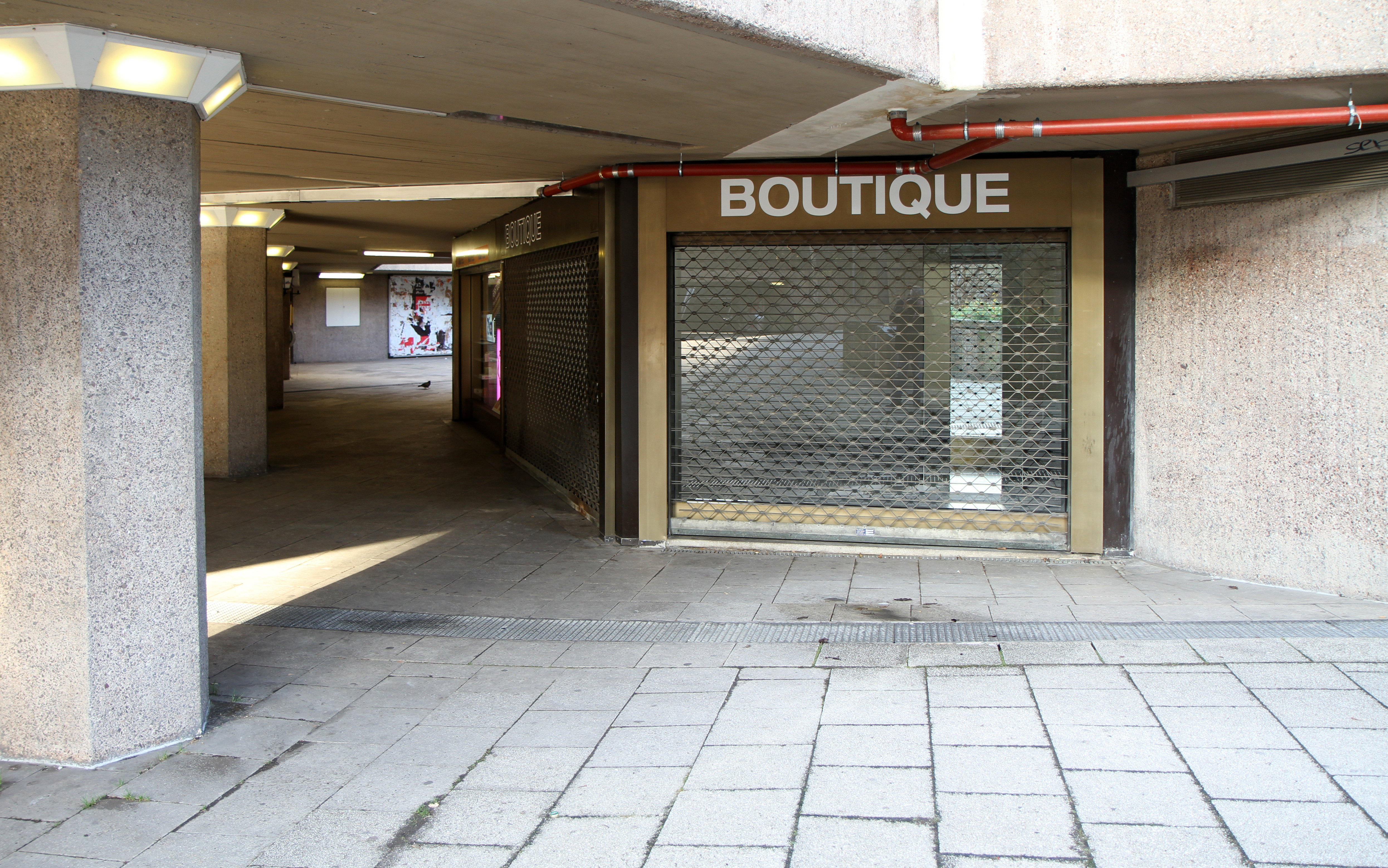
Leerstand und offen verlegte Rohrleitungen
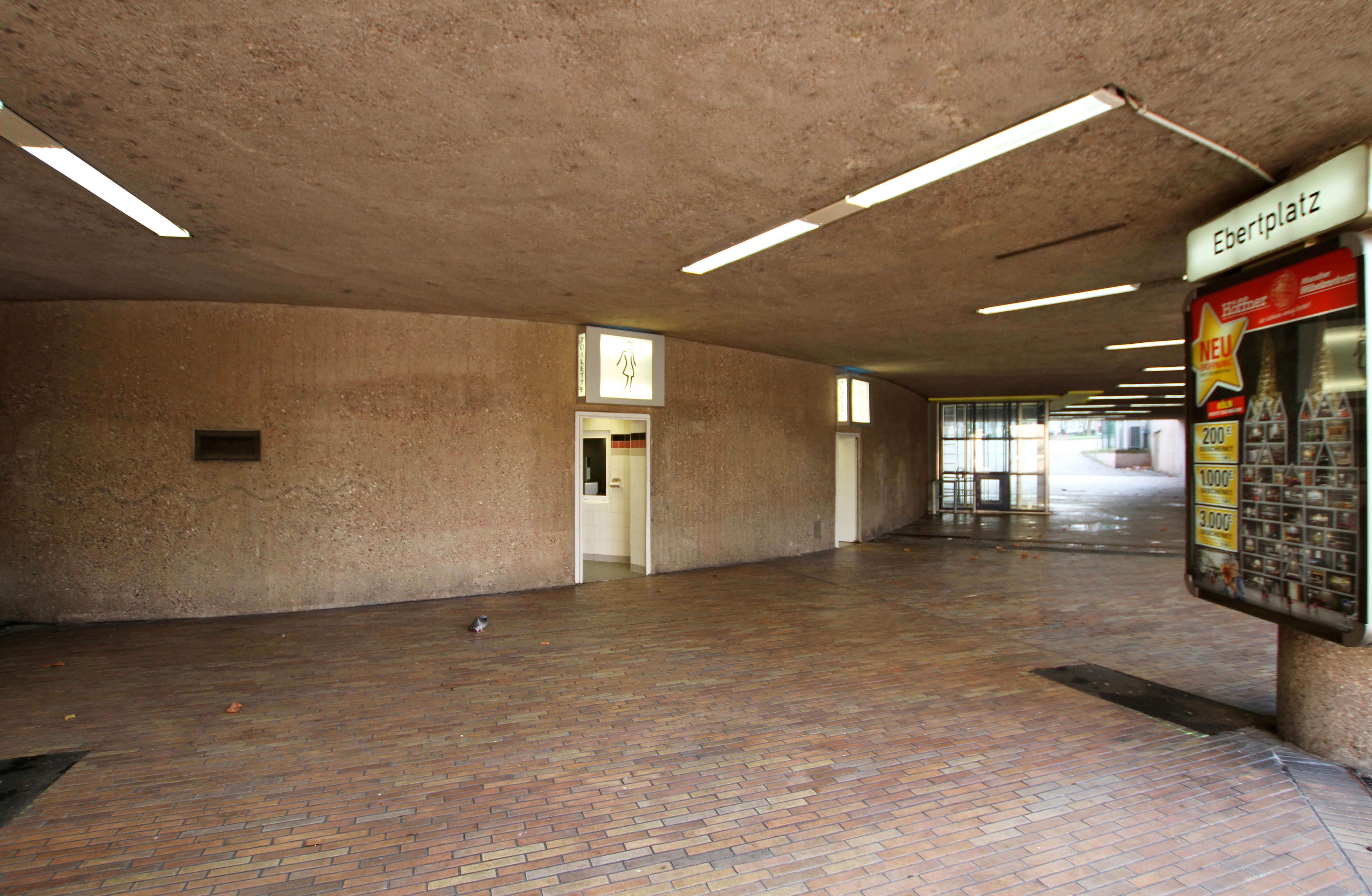
Toilettenanlagen
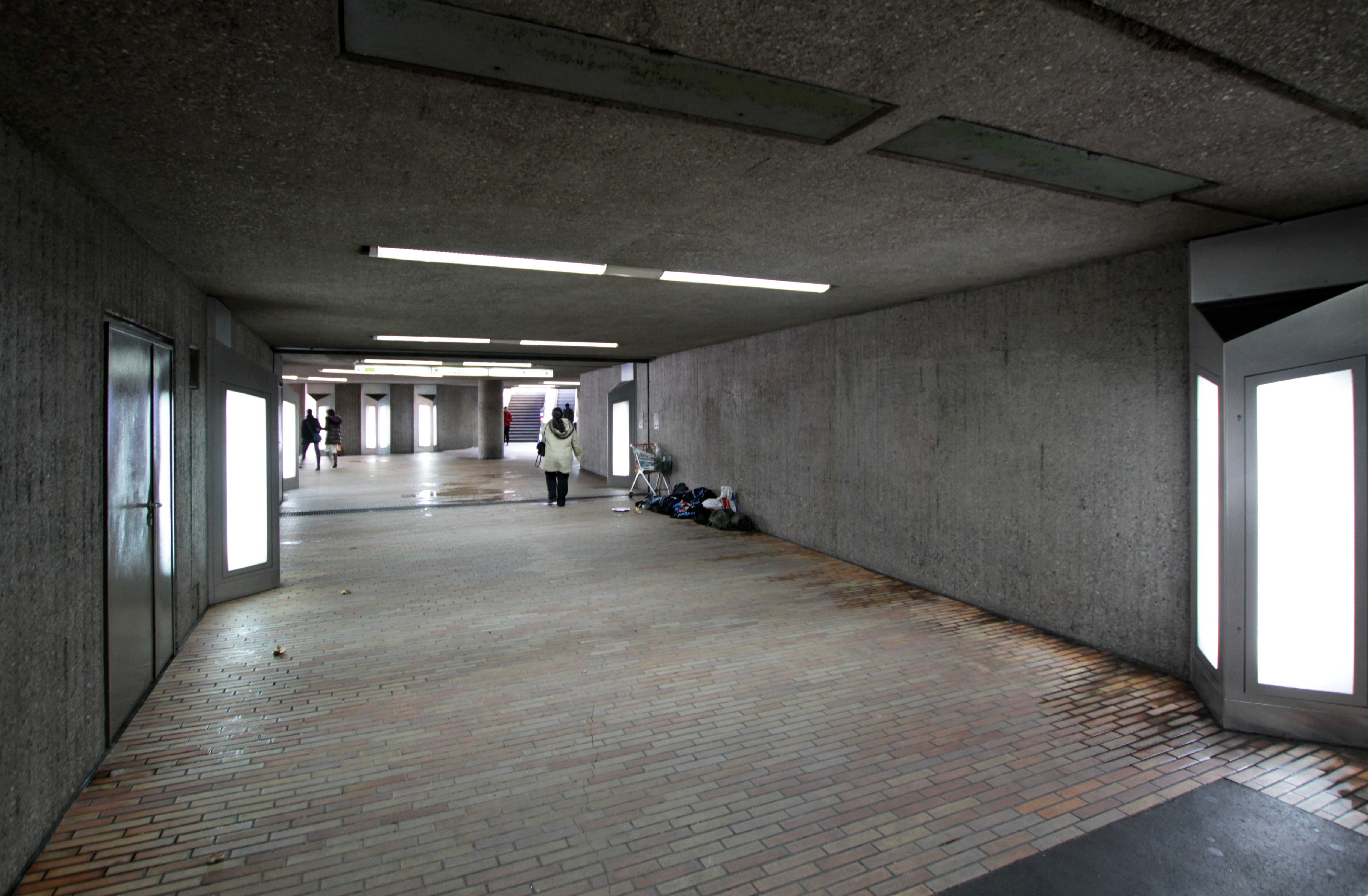
Zuflucht für Obdachlose
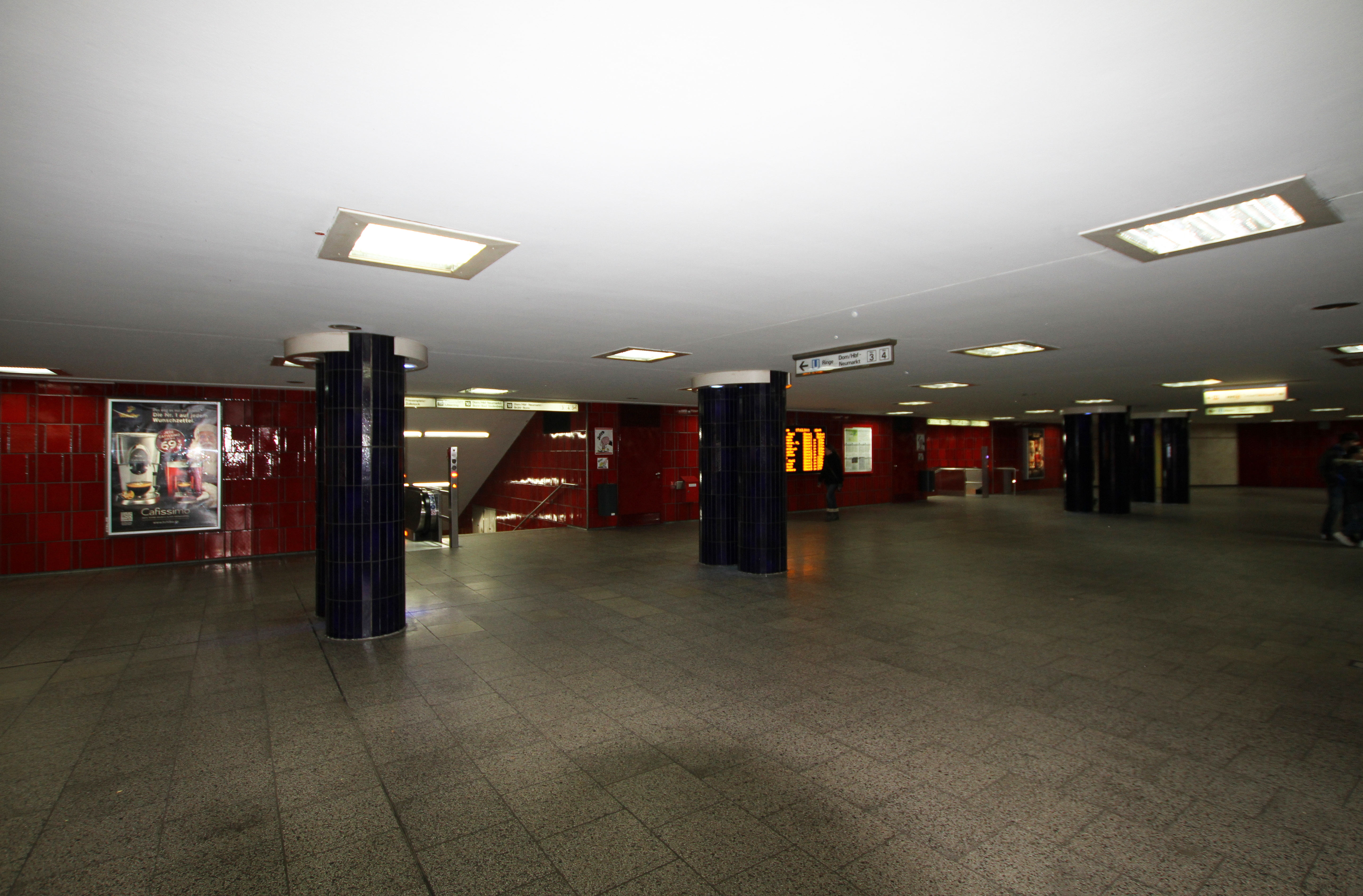
Treppen zur U-Bahn

### Vernachlässigung, krimineller Brennpunkt
Infolge mangelnder Instandhaltung und Pflege seitens der Stadt, defekter Rolltreppen und der Trockenlegung des Brunnens zeigte der Platz über Jahre ein Bild der Vernachlässigung und wurde vom Publikum gemieden, so dass der öffentliche Raum hier von anderer Klientel besetzt wurde. Insbesondere 2017 geriet er wiederholt als Schauplatz von Drogengeschäften und Gewaltdelikten in die Schlagzeilen. Die Kölner Polizei meldete nach erhöhter Präsenz eine Steigerung der Anzeigen bei den Verstößen gegen das Betäubungsmittelgesetz im Vergleich zu 2016. Die Unübersichtlichkeit des Platzes mit seinen unter- und oberirdischen Zugängen einschließlich der U-Bahn, schlecht ausgeleuchtete Winkel und Gänge sowie zahlreiche Möglichkeiten für Drogenverstecke führten dazu, dass sich Drogendealer verschiedener Nationalitäten dort betätigten, ohne dass eine Überwachung durch die Polizei diesen Zustand verbessern könne.
Der Kölner Stadt-Anzeiger berichtete von einem Konflikt zwischen nord- und westafrikanischen Gruppen am Ebertplatz, der 2017 nicht nur mehrfach in Gewalt zwischen den Gruppen gipfelte, sondern im Oktober des Jahres nach einer Messerattacke zum Tod eines 22-jährigen Mannes aus Guinea führte. Passanten und Anwohner würden den Platz inzwischen weitgehend meiden. Bis zu einer geplanten Umgestaltung des Platzes gemäß dem städtebaulichen Masterplan von Albert Speer sollten Polizeikontrollen, Videoüberwachung, verstärkte Reinigung des Platzes, verbesserte Beleuchtung sowie die Entfernung von Blumenkübeln, die als Drogenversteck dienen, die Situation entspannen. Die Überlegung, einige Zugänge zum Platz ganz zu verschließen, wurde wieder verworfen. Im August 2019 kam infolge einer Massenschlägerei erneut ein Mensch ums Leben.

### Bürgerschaftliches Engagement, Zwischennutzung und Denkmalschutz-Diskussion

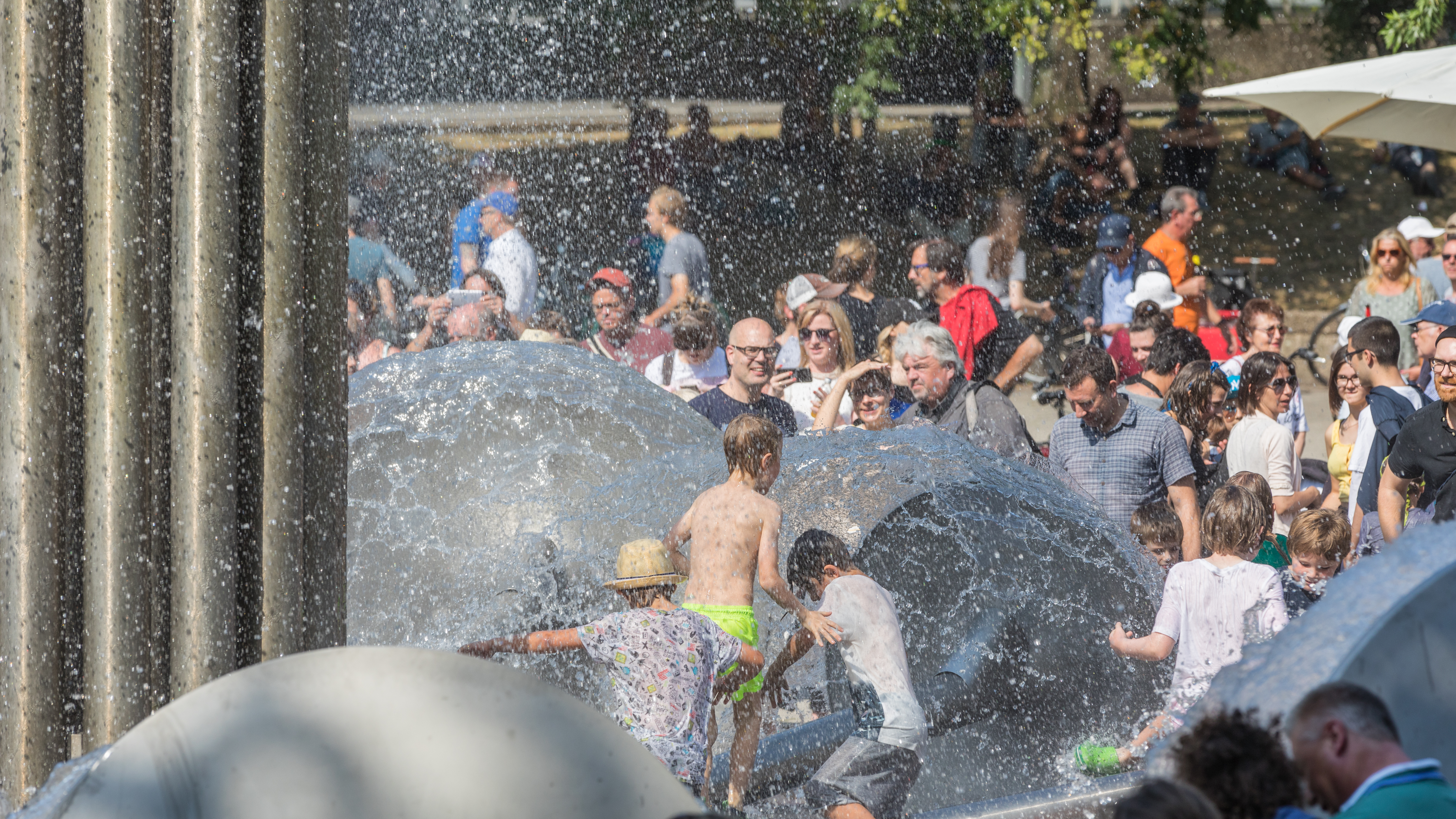
Wasserkinetische Plastik – Wiederinbetriebnahme des Göddertz-Brunnens, im Juli 2018

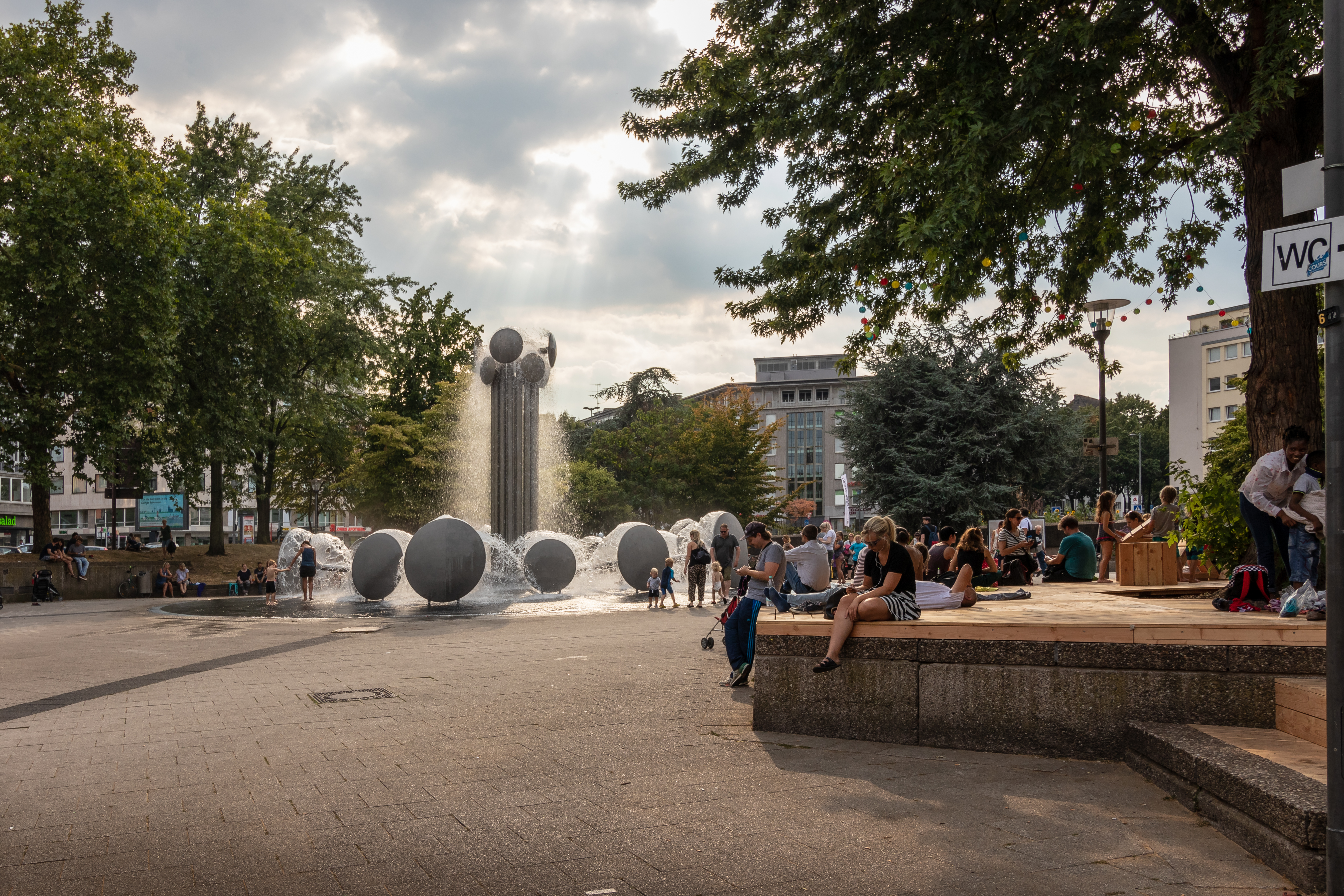
Holzplattform mit Sitzplätzen, 2018

Im Zuge einer zunehmenden Wertschätzung der architektonischen Nachkriegsmoderne und nachdem der Ebertplatz durch die genannten Ereignisse stärker in die Schlagzeilen geriet, manifestierten sich seit 2017/2018 unterschiedliche Initiativen, um den Platz in seiner bestehenden Form zu erhalten und wiederzubeleben. Zivilgesellschaftliche Gruppen unter dem Label „Unser Ebertplatz“ legten in Zusammenarbeit mit dem städtischen Kulturamt und dem Stadtraummanagement Konzepte zur Zwischennutzung vor, wie etwa Gastronomie, zusätzliche Begrünung oder soziokulturelle Angebote. Die Stadt Köln stellte für das Interim 1,2 Mio. Euro Investitions- und Programmbudget bereit. Ein emotionaler und publikumswirksamer Baustein in diesem Prozess war die Initiative von Stefanie Klingemann und Grischa Göddertz, dem Sohn des Künstlers Wolfgang Göddertz, den zentralen Brunnen nach rund 20 Jahren Trockenheit zu sanieren und zu reaktivieren. Am 14. Juli 2018 wurde die wasserkinetische Plastik unter großer öffentlicher Beteiligung feierlich wieder in Betrieb genommen. Studierende der RWTH Aachen errichteten zeitgleich auf einem in Beton eingefassten Beet eine Holzplattform mit beweglichen Sitzlehnen. Auch ein Containercafé für Außengastronomie wurde installiert.
Kurz zuvor hatte sich der Rheinische Verein für Denkmalpflege und Landschaftsschutz mit der ehemaligen Dombaumeisterin Barbara Schock-Werner dafür eingesetzt, den Ebertplatz unter Denkmalschutz zu stellen. Es sei „ein hervorragendes Beispiel brutalistischer Stadtraum-Architektur, das in seinen räumlichen Dimensionen zumindest für Köln als einzigartig anzusehen“ sei. Der Landschaftsverband Rheinland (LVR) mit seiner Denkmalfachbehörde wollte eine Unterschutzstellung prüfen – legte jedoch kurz darauf die Entscheidung zurück in die Hände des Denkmalkonservators der Stadt Köln als unterer Denkmalbehörde. Dessen Leiter Thomas Werner lehnte eine Unterschutzstellung ab.

## Zukünftiges Erscheinungsbild
Die anfänglich als Einzelpunkt behandelte Neugestaltung des Ebertplatzes wurde im Rahmen des städtischen Masterplans Köln Innenstadt in die gesamtplanerische Konzeption der Ringstraße („Interventionsraum Ringe“) einbezogen. Die Aufwertung des Ebertplatzes gehört zu den vorrangigen Projekten innerhalb des am 5. Mai 2009 vom Stadtrat beschlossenen Masterplans. „Der Ebertplatz weist erhebliche städtebauliche Defizite auf und befindet sich in einem schlechten baulichen Zustand“, er soll „auf die Möglichkeit der Rückgewinnung von Aufenthaltsqualität und klarer gestalterischer Sprache“ untersucht werden. Ursprünglich bis 2018 sollte die gesamte Platzanlage wieder ebenerdig mit direkten Wegen gestaltet werden, inzwischen (2018) wird 2020 als Datum genannt. In der Verlautbarung der Stadt wurde auch auf den Umstand verwiesen, dass durch die vorhandenen Höhenunterschiede und die an den Platzrändern beginnenden Tunnelbauwerke eine „soziale Kontrolle“ nur eingeschränkt möglich sei. Die politische Diskussion um die Umgestaltung drehte sich eine Zeitlang vor allem um die Größe und damit Wirtschaftlichkeit der Tiefgarage, die unterhalb des Platzes entstehen sollte, eine Idee, die inzwischen verworfen wurde.
Ein Ratsbeschluss von 2018 forderte, die Elemente der Zwischennutzung, die bis 2021 vereinbart wurde, in den weiteren Planungsprozess für die Neugestaltung einzubeziehen.